# Lousame
Lousame es un municipio español. Pertenece a la Comarca de Noya y está situado al norte de la península del Barbanza en el sudoeste de la provincia de La Coruña, Galicia. El municipio tiene una superficie de 93 km². Limita al norte con el municipio de Brión, al sur con Boiro y Rianjo, al este con Rois y Dodro y al oeste con Puerto del Son y Noya.
En el año 2016, según el INE contaba con una población de 3429 habitantes.
Lousame es un municipio principalmente agrario. Está dividido en 7 parroquias y agrupa 86 núcleos de población según el PGOM de Lousame (75 según el INE), todos ellos son pequeñas aldeas que no sobrepasan los 250 habitantes. La capital municipal es la aldea de Portobravo.

## Toponimia
El topónimo del municipio se conserva desde la romanización, procede de la palabra latina lausia que corresponde a las losas (en gallego lousas) que tanto abundan en la parroquia homónima al municipio.

## Símbolos

### Escudo
En el año 1993 se solicitó la creación de un escudo que representara al ayuntamiento. El escudo muestra un báculo abacial dorado en el centro, representando la importancia que tuvo el monasterio de Toxosoutos en la Edad Media. Las losas que lo flanquean hacen referencia al topónimo del municipio. Los siete anillos representan los siete castros catalogados dentro del término municipal aunque también pueden hacer referencia a sus siete parroquias.

## Geografía

### Relieve

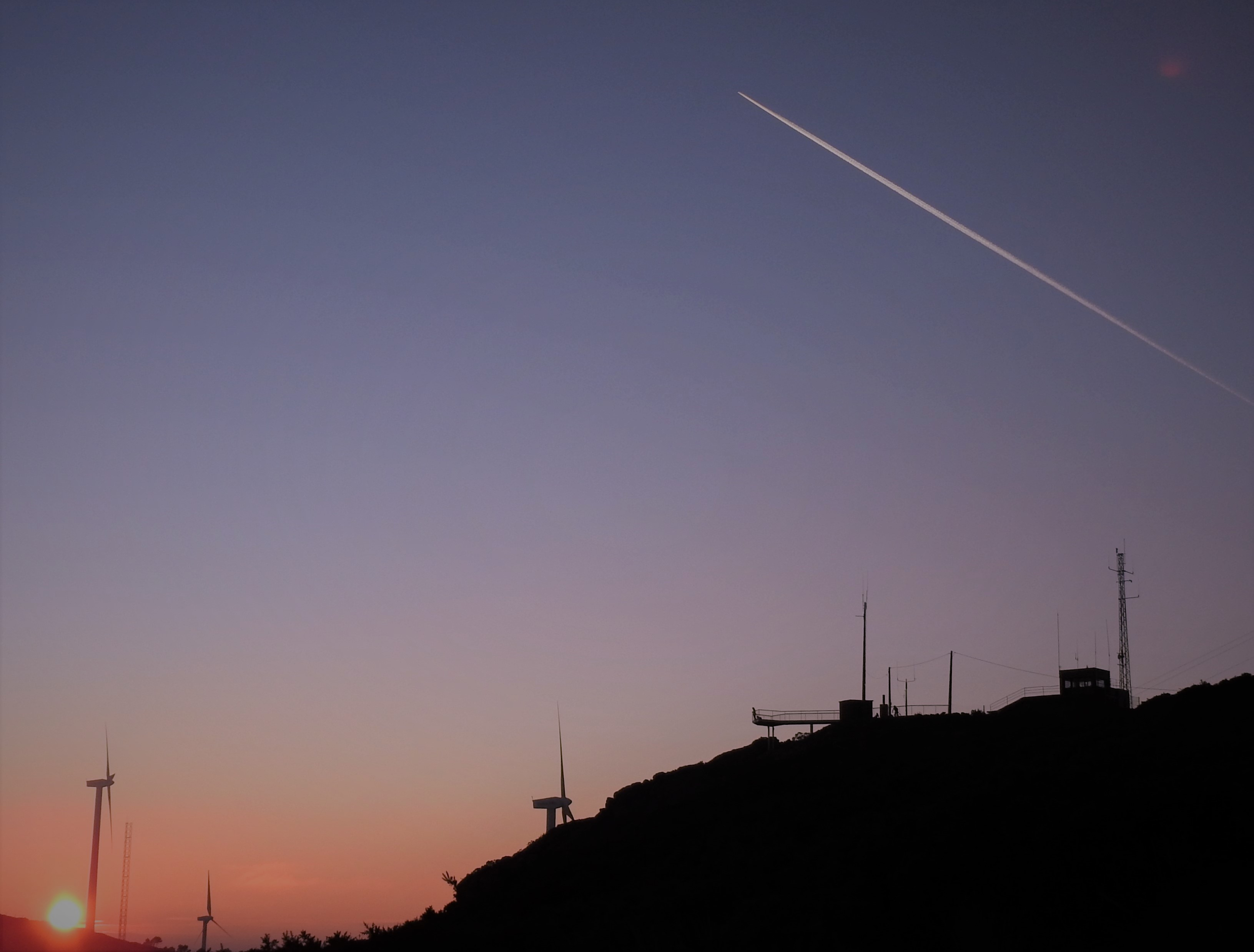
Mirador del monte Muralla.

Lousame tiene un relieve abrupto y con fuertes contrastes entre la profundidad de los valles y las montañas más altas que pueden llegar a los 700 metros. Teniendo en cuenta esto podemos hacer una clasificación del territorio entre las tierras de mayor altitud, que supera los 400 metros, y las situadas ladera abajo y las tierras llanas del municipio, en la parte central donde encontramos los valles formados por los ríos que discurren hacia la ría de Muros y Noya.
Las tierras más altas atraviesan el municipio de Noroeste a Sureste yendo a menos hacia el interior de la superficie municipal, elevándose nuevamente en su parte más occidental, donde nos encontramos con el inicio de la Sierra del Barbanza y el punto más alto del municipio y de toda la comarca, el Iroite (685 metros). Otras elevaciones importantes son: La Muralla con 674 metros, O Pedrido con 604 metros, Pena de Ferro con 529 metros, Colou con 509 metros, Monteagudo con 504 metros, Coto de Tállara con 483 metros, Coto da Vista con 474 metros, Camporredondo con 441 metros y Monte Castelo con 359 metros.
Los protagonistas del paisaje de Lousame son los montes, por su predominancia, y la vinculación que desde siempre tienen sus habitantes con ellos, tanto como lugar de trabajo, como fábrica natural de recursos (leña, piñas, helechos, madera, caza y, más recientemente, setas), y también como sitio de disfrute en el que pasar el tiempo de ocio, ya sea en romerías, paseos o caminatas.

### Hidrografía

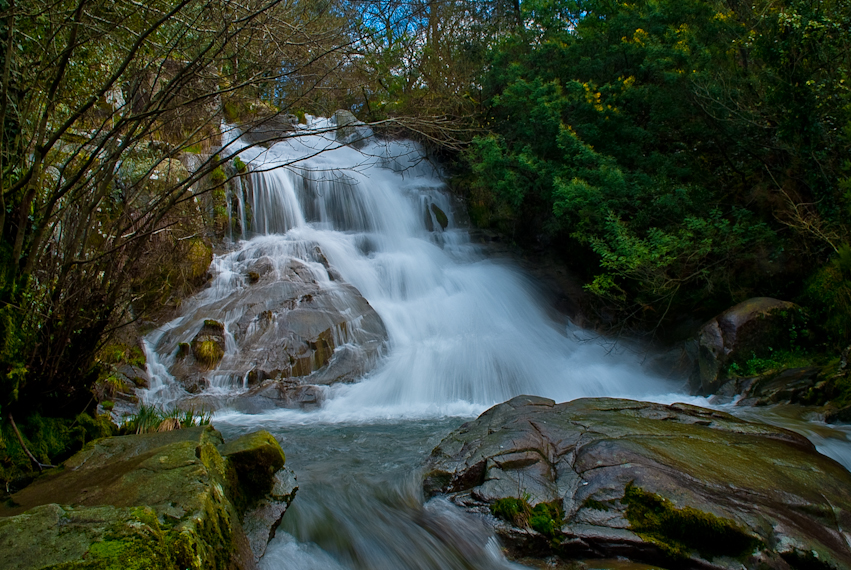
Río de San Xusto.

El agua está muy presente en el paisaje de Lousame, dada la abundancia de cursos fluviales y pequeños riachuelos en todo el territorio municipal. Reflejo de esto son la gran cantidad de molinos y fábricas de papel que hay en las riberas de los ríos, que nos dejan unos paisajes en los que el agua es protagonista indiscutible, directa o indirectamente. La mayor parte de los riachuelos acaban desembocando en el río Traba y salvo los de la Parroquia de Fruíme todos llevan sus aguas a la ría de Muros y Noya. Los principales ríos del municipio son:
- El Río de Vilacoba recorre el municipio de este a oeste, dividiendo las parroquias de Vilacoba y Lesende por un lado y Lousame por otro. Más adelante traza la frontera entre los municipios de Lousame y Noya. Tiene una importante diversidad morfológica, alternando tramos donde el río avanza encajado con otros más llanos. Destaca la buena conservación de la vegetación en algunos de sus tramos, que junto con sus magníficos pozos labrados sobre las piedras forman paisajes de singular belleza. Este río constituye el primer tramo del río Traba, que desemboca en la ría de Noya entre el casco histórico y San Lázaro.

- El río San Xusto, que recorre el municipio de noreste a suroeste, hace en buena parte de su recorrido de lindero entre los municipios de Lousame y Noya. Este río forma el valle más estrecho del municipio, especialmente a partir de Tojosoutos. A la altura de las tierras del antiguo monasterio de Tojosoutos, el río forma dos cascadas que contribuyen al encanto natural de este curso fluvial. El río vierte sus aguas sobre el río de Vilacoba, cerca de la aldea de Alvariza.

- El río da pesqueira, conocido en su primer tramo como río da mina, nace cerca de las minas de San Finx y atraviesa la parroquia de Lousame, haciendo de frontera entre ésta y la de Tállara en uno de sus tramos. Es un afluente del río Vilacoba, juntando sus aguas en la localidad de Portobravo y formando el río Traba.

- El río Lobo, conocido como el río de Tállara, recorre la parroquia de Tállara de sur a norte, después de nacer abajo de la vecina Moimenta. Forma el valle en el que se ubican aldeas como Tállara o Merelle, y la carretera AC-3101, que va de Noya a Boiro, cuyo trazado es paralelo a su curso. Desemboca en Noya entre San Lázaro y el Campo de Noya.

- El río Beluso, conocido como el río de Escabia, es el único que lleva sus aguas a la Ría de Arosa. Después de nacer en Aldarís, drena toda la parroquia de Fruíme discurriendo entre el Coto da Vista y Castelo de Fruime, en la ribera derecha y el Monte da Corneta en la izquierda.

- El río Hornanda pasa por Camboño, nace en el norte de Iroite y desagua en la Ría de Muros y Noya, en la playa de As Gaviotas.

### Clima
Tiene características semejantes a las del resto de la Galicia de dominio oceánico-húmedo, aunque las temperaturas se modifican en los puntos más elevados, volviéndose más frescas. Estas son suaves y con escasa oscilación térmica.
Los inviernos son templados y los veranos relativamente frescos, siendo la temperatura media anual de 12,5 °C, la del mes más cálido 18,5 °C y la del más frío 7,2 °C.
Las precipitaciones son muy abundantes y están regularmente repartidas a lo largo de todo el año, llegando a alcanzar los 2850 mm anuales.

### Vegetación
En Lousame predomina el pino marítimo (Pinus pinaster) aunque en la actualidad se está repoblando con pino radiata, (Pinus insignis) y en la actualidad se está comenzando a introducir el pino de Oregón. Junto con estas tres cada vez abunda más, llegando a predominar en el paisaje, otra especie foránea de introducción más reciente: el eucalipto Eucalyptus globulus.
Tan solo en los hondos bosques de algunos valles se conserva algún rodal de bosque atlántico formado por especies autóctonas como los robles Quercus robur o los castaños Castanea sativa entre otras especies asociadas a las mismas, tales como Alnus glutinosa (alisos), Corylus avellana (avellanos), Fraxinus excelsior (fresnos), Salix sp. (sauces).

## Historia

### Edad Antigua

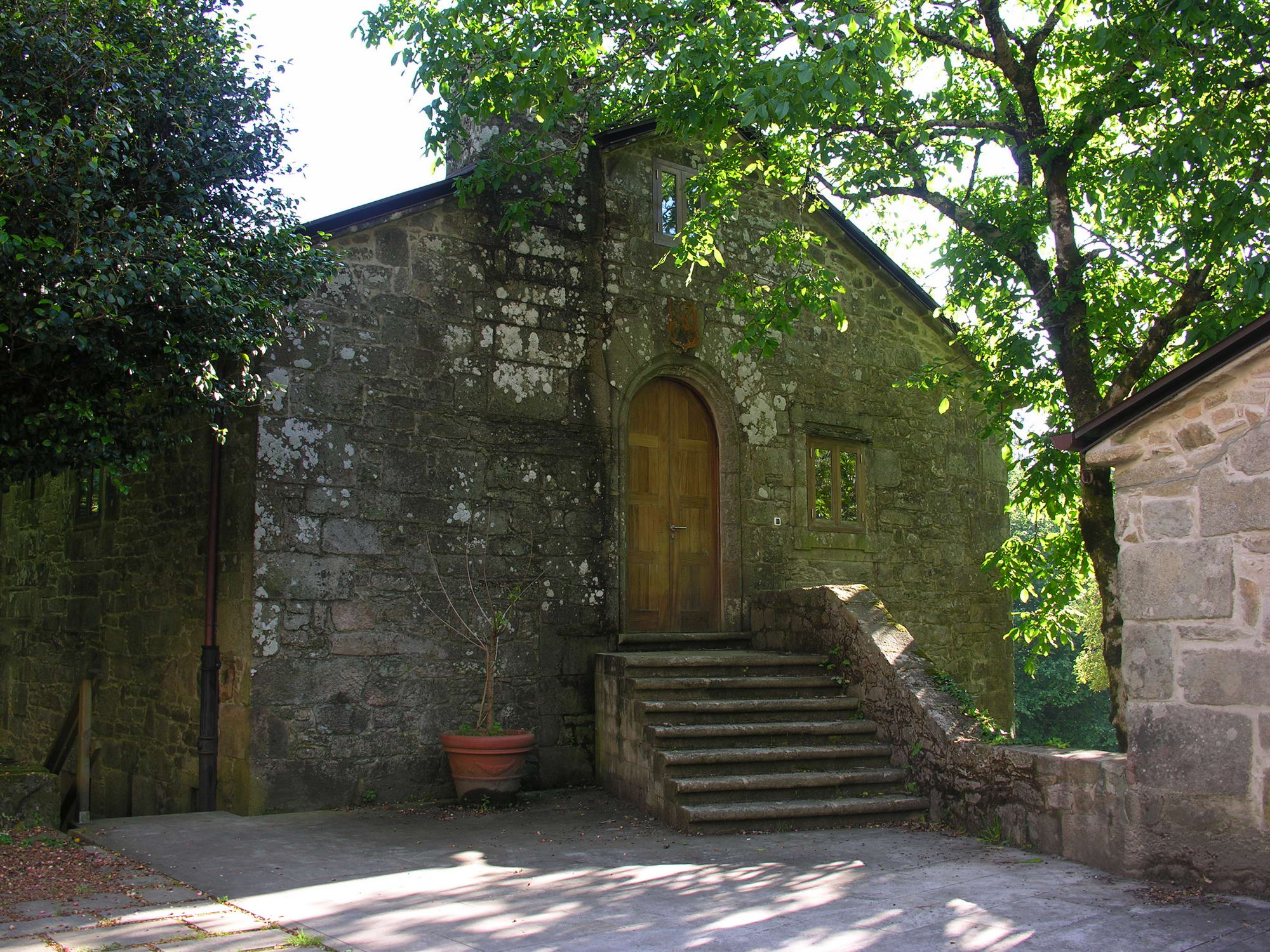
Antigua casa rectoral, parte de lo que fue el monasterio de Tojosoutos. Hoy reconvertida en albergue.

En el municipio se conservan restos prehistóricos (Túmulos), de la Edad de Bronce, como el Petroglifo de Lesende, y de la época castreña. De hecho, en el municipio hay siete castros: Coto do Castro, Castro de Comparada, Castro de Servia, Castro de Fruíme, Castro de San Lorenzo, Castro de Berrimes y Castro de Lourido.

### Edad Media

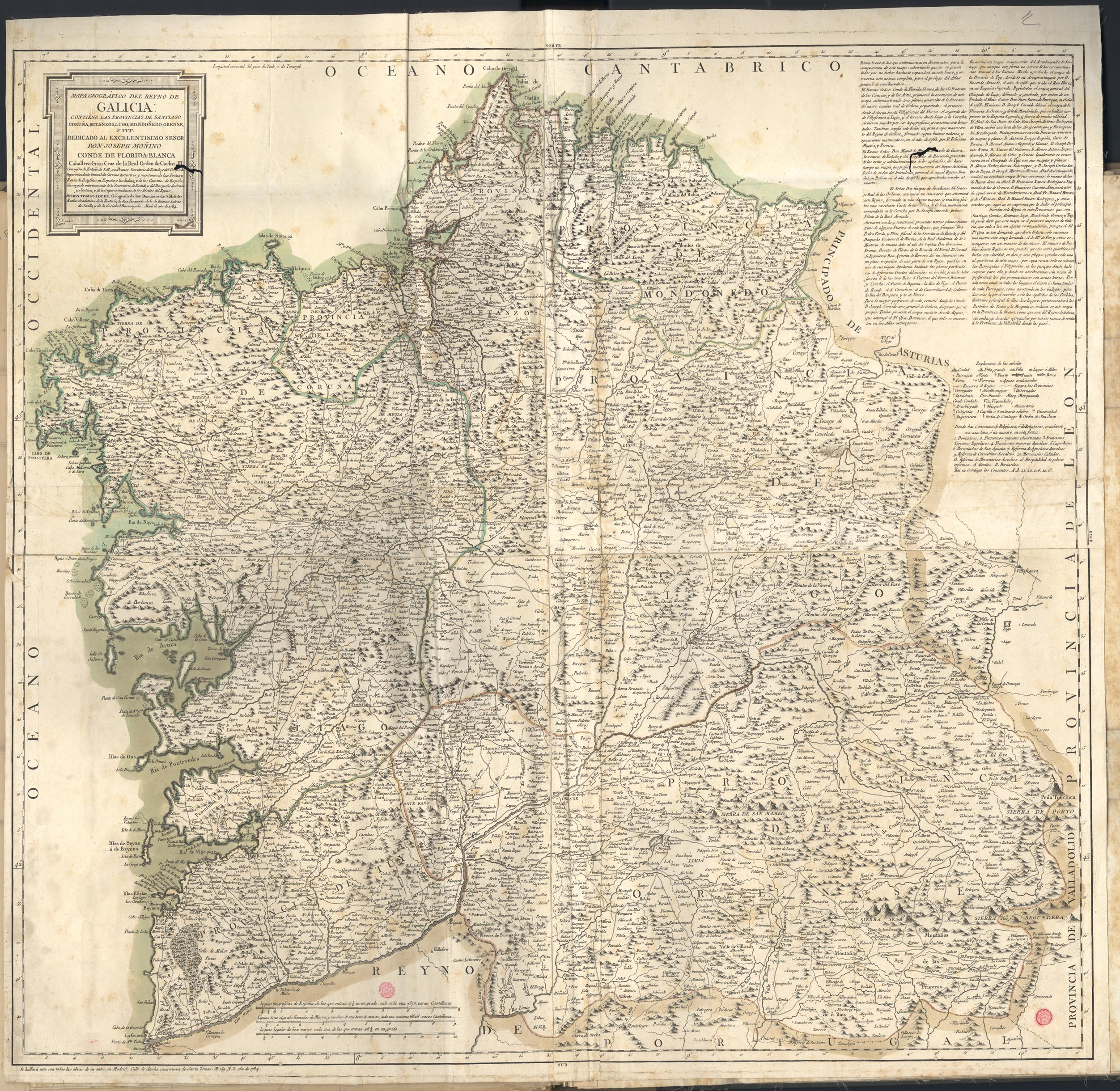
Mapa del Reino de Galicia de 1784, donde ya se pueden apreciar lugares como Camboño, Lesende, Tállara, Fruíme, San Xusto, Vilacoba o Lousame

Estas tierras en la Edad Media formaban parte del condado de Postmarcos, que abarcaba toda la zona entre los ríos Tambre y Ulla. En el año 569 pertenecía a la diócesis de Iria Flavia. El 21 de febrero de 934 el rey Ramiro II y su mujer, Urraca, donan a la iglesia de Compostela el condado de Postmarcos. Más tarde en la Edad Media todo el actual territorio de Lousame formó parte de la Tierra de Noya y más tarde de la señorío jurisdiccional de Noya, siempre dependiente de la Iglesia de Santiago de Compostela.
En esta época se produce uno de los hechos más importantes de la historia de Lousame, cuando el 16 de octubre de 1127 el monasterio de San Pelayo de Antealtares cede una pequeña capilla dedicada a los Santos Justo y Pastor al infanzón Pedro Crescóniz, para que fundasen en el mismo sitio un monasterio de la orden de San Benedicto los caballeros Froila Alonso y Pedro Muñiz Carnota. Este monasterio se convertirá en uno de los centros religiosos más importantes de la zona y donde aparece reflejada mucha documentación de la época medieval. En el siglo XVII el monasterio fue anexionado al de Sobrado de los Monjes. 

### Edad Moderna

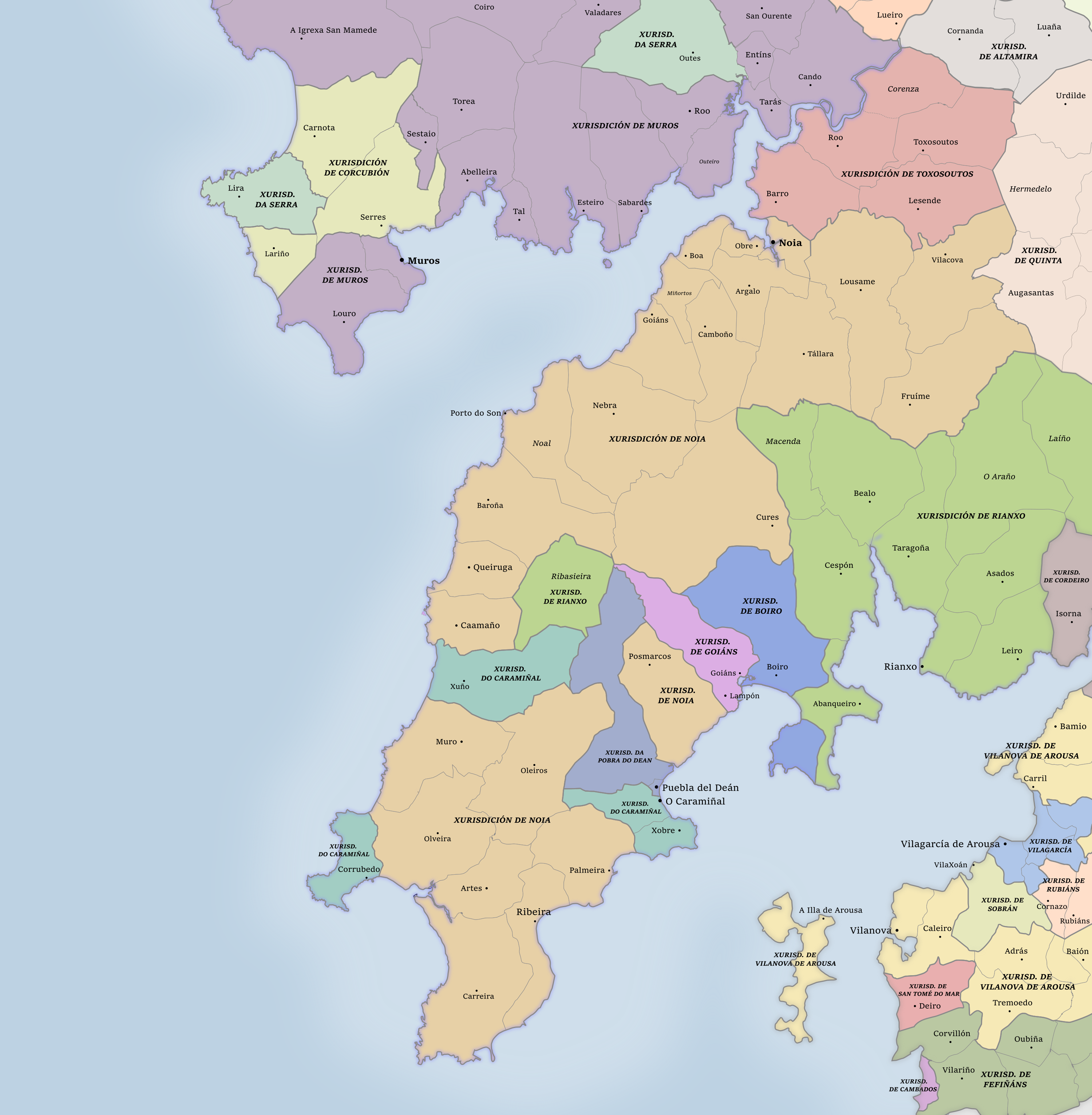
Mapa del Barbanza y alrededores en 1753. El actual territorio del municipio estaba dividido entre el señorío de Noya y la jurisdicción de Toxoutos. Esta última fue el germen del actual municipio de Lousame creado en 1836 y que inicialmente llevaría el nombre de Toxosoutos.

En 1634 los monjes del monasterio conseguirán que se cree una nueva jurisdicción con el nombre de jurisdicción de Tojosoutos, escindida del señorío de Noya, y que estaría formado por las parroquias de Tojosoutos, Barro, Lesende y Roo. Las restantes parroquias del actual municipio de Lousame (Camboño, Fruíme, Lousame, Tállara y Vilacoba) seguirían perteneciendo al señorío de Noya.
Entre 1730 y 1777 vivió en la aldea de Fruíme Diego Antonio Cernadas de Castro, un escritor y defensor de Galicia, que ejerció el cargo de cura en dicha aldea. Fomentó la introducción del cultivo de maíz en la zona.

### Edad Contemporánea
Todo se mantuvo igual en el territorio lousamiano hasta la guerra contra los invasores franceses, cuando las cortes de Cádiz decretan la eliminación de todos los señoríos jurisdiccionales. La jurisdicción de Noya deja de depender de Santiago y en la constitución de Cádiz de 1812 se establece que se crearán ayuntamientos para los pueblos que no los tengan. Ninguna de estas medidas se podrá llevar a cabo hasta el trienio liberal (1820-1823), luego de que Fernando VII reconozca la constitución de Cádiz y acepte el liberalismo. Durante esta época el territorio actual de Lousame se dividirá en tres ayuntamientos diferentes luego de eliminar el señorío de Noya y la Jurisdicción de Tojosoutos, pero su existencia fue muy efímera, pues con la vuelta al absolutismo y finalizado el trienio liberal se restauran los dos antiguos señoríos jurisdiccionales.
Luego de la muerte de Fernando VII en 1833 se retorna al liberalismo y las reformas iniciadas en el trienio liberal. Se eliminan definitivamente los antiguos señoríos jurisdiccionales y se retoma la creación de una división municipal, por lo que en 1835 se crea el municipio de Tojosoutos, precursor del actual municipio de Lousame y que estaba formado por la parroquias de Roo, Lousame, Vilacoba, Tállara, Lesende y Tojosoutos. Pero la existencia de este nuevo municipio también fue muy efímera, pues el 7 de junio de 1836 se crea definitavamente el municipio que llega hasta nuestros días. Se acuerda que el nombre cambiará de Tojosoutos a Lousame y que la parroquia de Fruíme, que pertenecía a Boiro, y la parroquia de Camboño, que pertenecía a Puerto del Son, pasarían a formar parte del nuevo municipio. Además la parroquia de Santa María de Roo, que en principio dependería de Lousame pasó a depender de Noya.
Pocos años más tarde en 1842, la Diputación de La Coruña acuerda reducir el número de municipios de la provincia, y se planeó incluir el municipio de Lousame dentro del municipio de Noya, pero finalmente no se llevó a cabo. También en 1845 los vecinos de las parroquias de Lesende Tojosoutos y Roo enviaron la petición a la diputación de constituirse en un ayuntamiento independiente, pero fue denegada. A lo largo del siglo XIX y siglo XX se dieron varios intentos fallidos por parte del municipio de Noya de anexionar el territorio lousamiano.
Con la instauración del liberalismo el monasterio de Tojosoutos perdió toda la influencia y poder que tuvo en la Edad Media. Con la desamortización de Mendizábal se desintegró por completo, convirtiéndose en la iglesia parroquial de San Xusto de Tojosoutos y perdiendo la autonomía jurisdiccional que tuvo en la Edad Media.
A mediados del siglo XIX, el municipio carecía de casa consistorial, por lo que el ayuntamiento se veía en la obligación de alquilar un piso en Noya para los plenos municipales. En esta época existían en el municipio unas 1000 casas aproximadamente y contaba con 4 escuelas primarias temporales a las que asistían unos 74 niños y 20 niñas. La principal vía del municipio era la que atravesaba desde Noya a Padrón. Por esta época tenía una población de 4547 habitantes. 
Las principales actividades económicas eran la producción de maíz, varias legumbres, vino, frutas, la cría de ganado, los telares para lino y lana y los molinos harineros. La producción del municipio se destinaba en gran parte al comercio que le proporcionaba la feria y mercados de Noya. El presupuesto municipal era de unos 4000 reales.

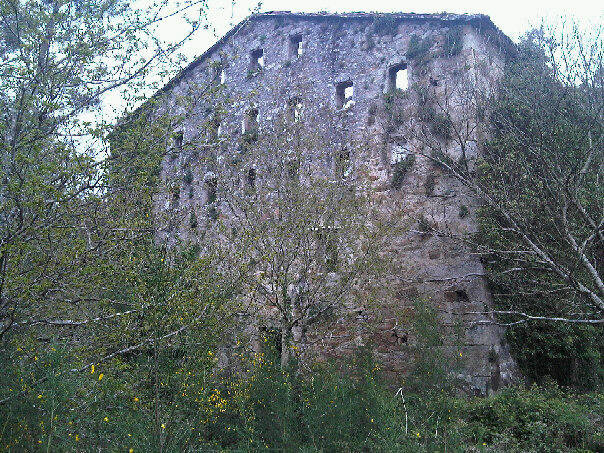
Fábrica de papel de Brandia.

Durante la segunda mitad del siglo XIX llegó a haber 5 fábricas de papel a lo largo de la ribera de varios ríos del municipio, siendo la más importante la fundada en 1863 por Domingo Fontán en la ribera del río Vilacoba. La papelería situada cerca de la aldea de Brandia, fundada en 1810, sería la más duradera, hasta que finalmente trasladó su producción a Paredes de Laraño (Santiago), aunque manteniendo su nombre original.
La casa consistorial está en Portobravo desde la década de 1950 (antes estaba en la aldea de Cruído). En esa época Lousame tuvo su máxima población (6.555 habitantes) debido a la explotación de las Minas de San Finx.

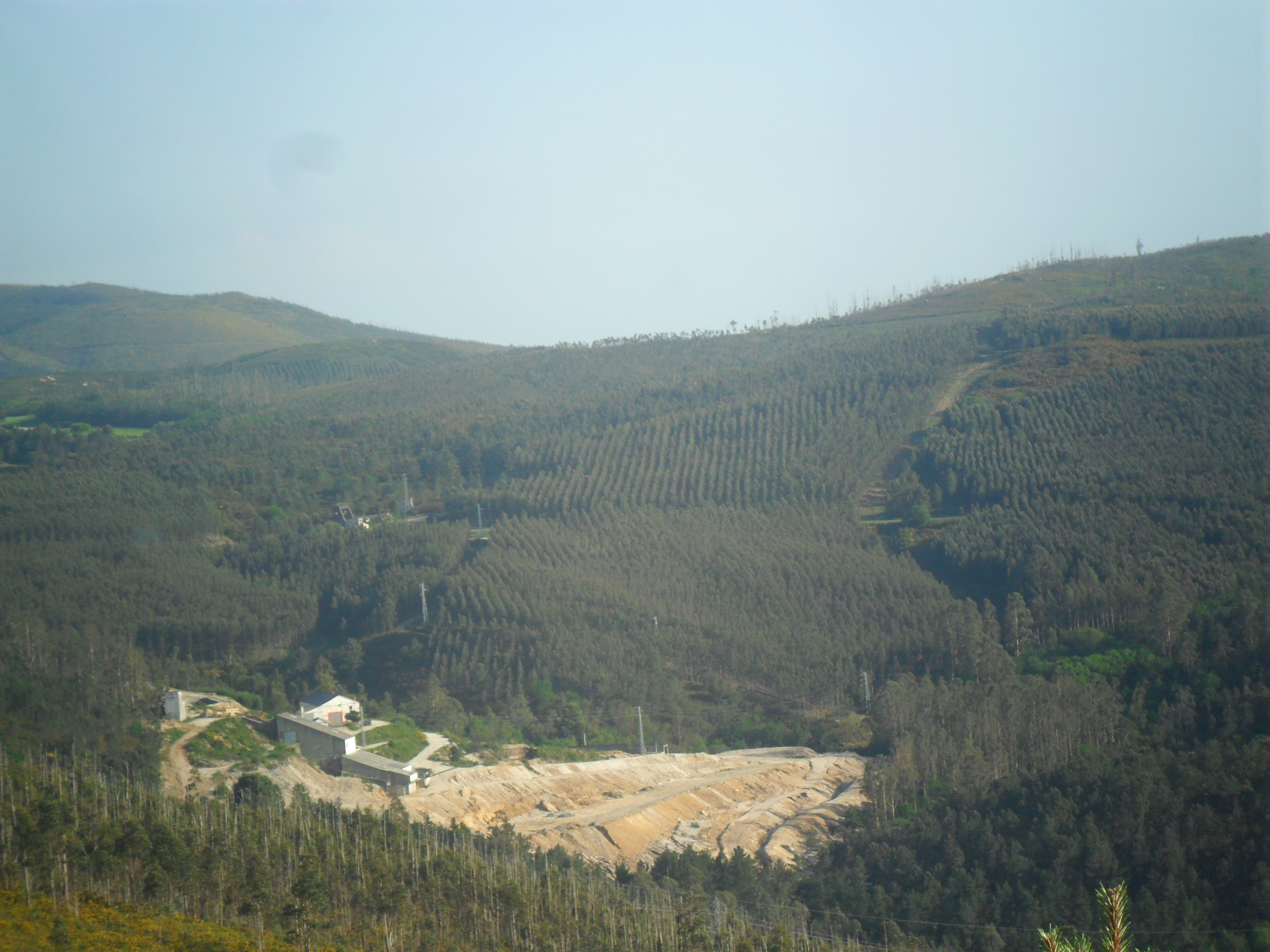
Minas de San Finx en Vilacoba.

Los años 40 y 50 del siglo XX comienza la extracción de wolframio, que aparece en San Finx con mucha pureza y con una abundancia similar a la del estaño. En este periodo el mineral cobra importancia por la demanda de los países que estaban involucrados en la Segunda Guerra Mundial, especialmente Reino Unido y Alemania. La necesidad de mano de obra da lugar a que lleguen a Lousame cientos de personas desde ayuntamientos limítrofes y otros no tan próximos como consecuencia del hambre con el que se convivía en los primeros años de la posguerra. Esta gente, que venía diariamente a pie o se quedaba a dormir en las aldeas próximas a las minas, trabajaba extrayendo wolframio a nivel superficial en la llamada "zona libre".
Es en este contexto de miseria y hambre cuando San Finx supuso un impulso importante en la economía de la zona, creciendo la población de los alrededor de 4000 habitantes que tenía el municipio en 1900 hasta superar los 6500 en el año 1955. Este hecho es más significativo si tenemos en cuenta que esta primera mitad del siglo XX se caracteriza en toda Galicia por una masiva emigración hacia América en busca de una mejora en el medio de vida.
La mina estuvo funcionando hasta poco después de finalizar la II Guerra Mundial, pero en la actualidad ha comenzado a funcionar de nuevo.
En el año 1974 se construyó en la aldea de Silva el colegio CPI Cernadas de Castro que fue ampliado y reformado en 1999 junto con la construcción de la piscina y el polideportivo municipal. También se construyó otro colegio más pequeño en la aldea de Sanguiñal.
En la actualidad, el municipio carece de núcleo urbano, la principal actividad económica de Lousame sigue siendo la agricultura y la población disminuye progresivamente, ya que en el año 2000 contaba con 4199 habitantes y en el año 2010 con 3699.

## Parroquias
Parroquias que forman parte del municipio:
- Camboño (San Xoán)
- Fruíme (San Martiño)
- Lesende (San Martiño)
- Lousame (San Xoán)
- Tállara (San Pedro)
- Tojosoutos[6]
- Vilacoba (Santa Eulalia)

## Localidades

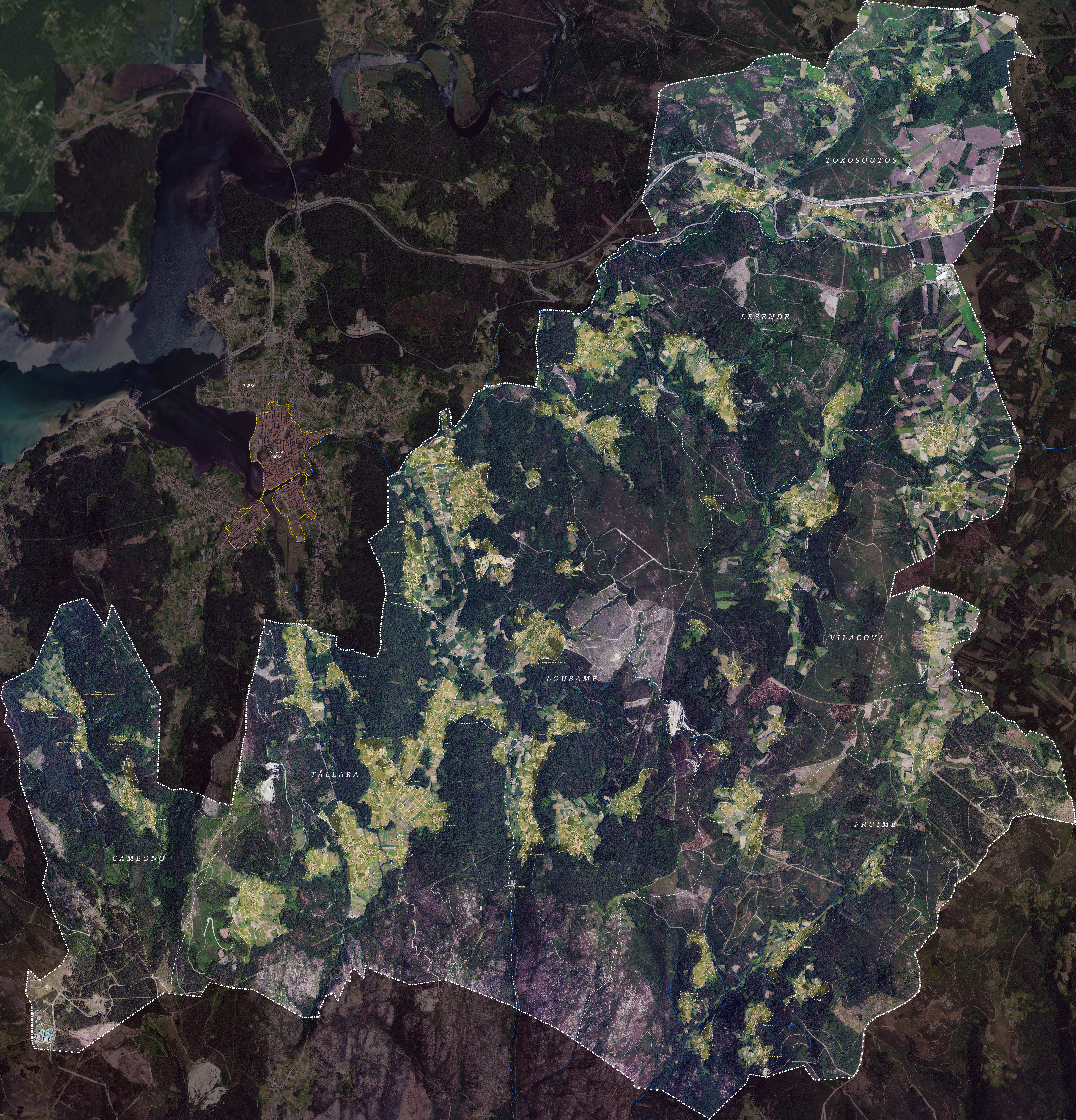
Ortofoto del término municipal de Lousame con los límites de sus localidades.

El municipio carece de un núcleo urbano o de un núcleo principal que permita denominar a Lousame como un pueblo. Cuando se crearon los municipios en 1835 primaba la idea de tener un municipio por cada pueblo, pero en Galicia esa idea no era viable debido a la dispersión de su población en pequeñas aldeas, por lo tanto, en Galcia, muchos ayuntamientos se crearon uniendo parroquias y estableciendo las instituciones locales en una aldea destacada en el entorno. La razón de ser del municipio de Lousame fue la importancia del antiguo monasterio de Tojosoutos en aquella época, aunque ya se encontraba en decadencia.
Hubo varios intentos de anexionar Lousame a Noya debido a la incapacidad del municipio de crecer y formar un núcleo urbano, a pesar de la actividad minera y de las fábricas de papel que atrajeron población al municipio durante los siglos XIX y XX. Municipios como Boiro o Ames, a pesar de carecer una villa o un núcleo urbano históricamente, han conseguido atraer población y desarrollar núcleos urbanos en los últimos años, pero en Lousame la población campesina se ha resistido a agruparse en un ámbito territorial más amplio. 
A día de hoy el municipio está formado por 86 núcleos rurales. Algunas zonas como Portobravo-Cruido, Tállara-Sanguiñal o Merelle-Ponte San Francisco ya no responden enteramente a la denominación de núcleo rural como tal, pero tampoco pueden ser denominados núcleos urbanos. Todas las localidades de Lousame tienen categoría de aldea según el INE. 
El propio PGOM del municipio reconoce que la existencia de Lousame como entidad administrativa independiente dependerá de la evolución de estos asentamientos.
La estructura del asentamiento no cambió al desaparecer los antiguos señoríos. Los núcleos rurales actuales siguen el mismo patrón de ocupación del territorio que en antiguo régimen. Los asentamientos se dan uno tras otro por los valles del municipio siguiendo los cursos fluviales; Los de Tojosoutos sobre el río San Xusto, los de Vilacoba y Lesende a sobre el río Vilacoba, los de Camboño sobre el curso fluvial del río Hornanda, Aldeagrande y Cruido sobre el río pesqueira y sus afluentes, los asentamientos de Tallara a través del curso del río Lobo y las aldeas de Fruíme siguen una tras otra el curso del río Beluso.
La mayor parte de las aldeas de Lousame siguen el patrón de las aldeas gallegas, caracterizadas por un núcleo de población denso en edificaciones y cerrado, aunque en el los últimos años los asentamientos en las zonas más bajas y más cercanos a las vías de conexión con la villa de Noya (Especialmente en las parroquias de Lousame y Tállara) empiezan a expandirse y tener construcciones más dispersas, formando un diseminado alrededor del núcleo tradicional. Estos asentamientos son los ya mencionados en Tállara, Merelle y Portobravo. Esta expansión da lugar a nuevas localidades como la aldea de Sanguiñal, que carece núcleo tradicional y surge de la expansión de la aldea de Pousada y Carantoña en los últimos años. Por el contrario, las aldeas situadas a mayor altitud en las parroquias de Tojosoutos, Fruíme, Vilacoba, Camboño y Lesende no se han expandido y aún conservan su núcleo tradicional.

### Entidades de Población
| # | Parroquia  | Entidades de población (lugares) | Población (2019) (hab) |
| - | ---------- | --- | ---------------------- |
| 1 | Lousame    | Berrimes • Bouciñas (As Bouciñas) • Brandía • Castro (O Castro) • Cerquides • Ces • Chave • Costa (A Costa) • Cruído (Croído) • Filgueira • Gandarela • Lousame (Aldeagrande) • Maxide • Outeiro (O Outeiro) • Pastoriza • Portobravo • Quintáns de Berrimes • Riatelo • Seixido • Seoane • Silva (A Silva) • Boca do Souto • Vilanova | 1044                   |
| 2 | Tállara    | Abeixón • Abelendo • Barreira (A Barreira) • Carantoña • Cernande • Cruceiro (O Cruceiro) • A Eirexa • Figueiroa • Guiende • Marracín de Abaixo • Marracín de Arriba • Meixonfrío • Merelle • Pascual • Ponte San Francisco (Ponte de San Francisco) • Portela (A Portela) • Pousada • Vilar • San Roquiño • Sanguiñal • Carabeiras    | 940                    |
| 3 | Vilacoba   | Afeosa (A Fiosa) • Comparada • Froxán • Marselle • Minas de San Finx (As Minas de San Fins) • Servia • Silvarredonda • Vilacoba (Vilacova) • Vilar Reconco (Vilar de Reconco) • Xestoso | 372                    |
| 5 | Fruíme     | Aldarís • Ardeleiros • Arribas (As Arribas) • Burzó (Bursó) • Cabalariza • Escabia (A Escabia) • Fruíme • Millón • Vilas • Zaramagoso (Saramagoso) | 341                    |
| 4 | Lesende    | Aguieira (A Aguieira) • Cairo • Lesende • Mirón (O Mirón) • Quintáns • Soutorredondo • Béxeres • Horta • Cabanetán | 282                    |
| 7 | Camboño    | Arxellas • Camboño • Naval (Nabal o Gorgosa) • Soutelo • Chousa • O Corral de Arriba • O Corral de Abaixo • Crons • Millaradelo • Monteselo | 189                    |
| 6 | Tojosoutos | Bargo • Fontefría • Madeiro (O Madeiro) • Sabugueiro (O Sabugueiro) • San Xusto • Sedofeito (Cedofeito) | 170                    |

En el término municipal de Lousame hay 75 entidades singulares de población según el INE, pero según el PXOM existen varias más. La lista del INE no incluye núcleos claramente diferenciados como Horta y Béxeres cuyos habitantes están sumados al núcleo de Quintáns. Lo mismo pasa con las aldeas del Sanguiñal y San Roquiño, que no aparecen en la lista del Nomenclátor y cuyos habitantes están incluidos en el núcleo de Pousada.

## Geografía humana

### Demografía
Cuenta con una población de 3099 habitantes (INE 2024).
| Gráfica de evolución demográfica de Lousame entre 1842 y 2021                                                         |
| |
| Población de derecho según los censos de población del INE. Población de hecho según los censos de población del INE. |

El primer censo poblacional del que se tiene constancia en el municipio es el de Memorias del Arzobispado de Santiago, redactadas por el cardenal Jerónimo del Hoyo en 1607. En esta época no existía el municipio, pero si existían registros de feligreses en las parroquias. Así pues, este censo especifica que la parroquia de Tállara contaba con 70 feligreses, Vilacova 30, Lesende 24, Fruíme 15, Camboño 14 y Tojosoutos 14. No hay datos acerca de la parroquia de Lousame. Cabe señalar que Feligrés no es sinónimo de habitante, por lo que este estudio no refleja la población real si no más bien las unidades familiares que pagaban impuestos. De acuerdo a la memoria informativa del PGOM, en ese año la población sumada de las parroquias era de entre 1000 y 1500 habitantes. 
En el año 1752 se elabora, por orden del Marqués de Ensenada, un catastro con el fin de evaluar la riqueza de los pueblos de España, para lo cual recogía un censo de población. El Catastro de ensenada recogía los vecinos de cada parroquia, pero al igual que en el anterior, un vecino no era el equivalente a un habitante, si no una unidad fiscal familiar. La información del Catastro referente a las parroquias Lousamianas es escasa, pero en ese año Camboño contaba con 64 vecinos, Lousame con 236, Lesende 94, Vilacova 74 y Toxosoutos 58. De acuerdo al PGOM, en el año 1752, las 7 parroquias sumaban unos 4000 habitantes aproximadamente. La población se triplicó en los últimos 150 años, posiblemente por la introducción en la zona del maíz grueso. 
Las estadísticas de principios del siglo XX reflejan la situación demográfica de la época, pues en el año 1900 sumados a los 5.543 lousamianos de hecho del municipio, 129 más residían en Argentina, 24 en Cuba y 19 en Noya, 9 en Ferrol, 47 en paradero desconocido y otros 50 habitantes aproximadamente en otros lugares. En el año 1910, el municipio tenía una población de derecho de 6.280 habitantes, pero solo 5.477 residían de forma efectiva en el, lo que supone que 803 lousmianos vivía fuera del ayuntamiento, mayoritariamente en el extranjero, pero también en Noya, Ferrol y Cádiz.
El período de máxima población se alcanzó en los años 1950 (6.555 habitantes) debido al gran apogeo en las explotaciones mineras de San Finx (donde se extraía principalmente wolframio), pero en la actualidad la población disminuye progresivamente. 
En el año 2021 tenía una población de 3235 personas (1618 hombres y 1617 mujeres). El número de extranjeros que residen en el municipio en 2013 es de 8 personas. En el año 2017 suponía el 10,28% de la población total de la Comarca de Noya. De los 313 municipios de Galicia, Lousame se sitúa en el puesto número 149 por población, por detrás de Cabanas y seguido de Tordoya. Supone el 0,12% de la población total de Galicia.

## Política

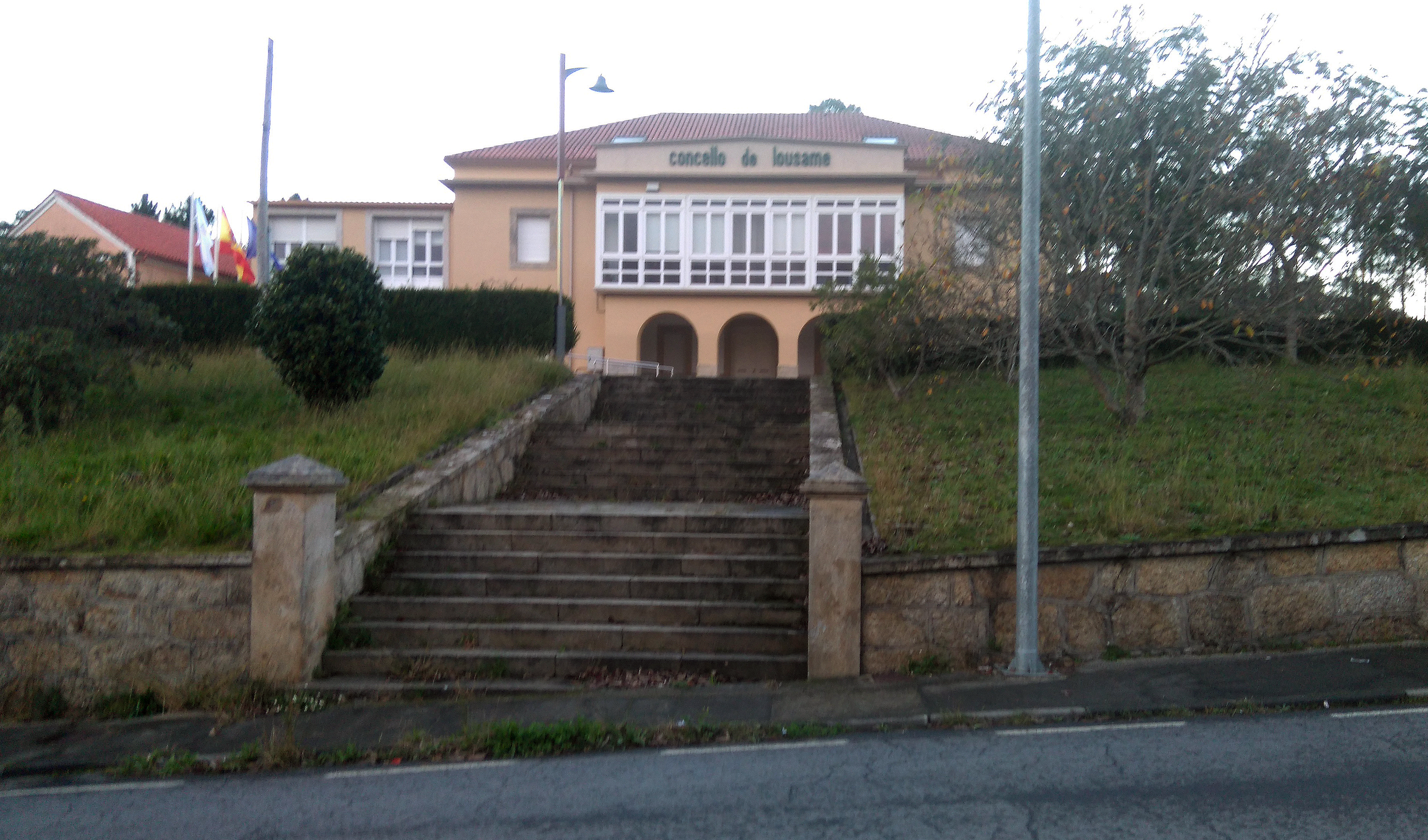
Casa consistorial de Lousame.

Durante los últimos años de la dictadura Franquista, el alcalde de Lousame fue Raimundo Videla Rodríguez. Desde las primeras elecciones en 1979 hasta 2003, gobernó José Vidal Castelo (PSOE). Tras las elecciones municipales de 2003 Santiago Freire Abeijon (PP) ocupó el puesto de alcalde de Lousame hasta 2012, fecha en la cual, tras las elecciones autonómicas de Galicia, pasó a ser diputado en el parlamento de Galicia. Desde 2012 el puesto de alcalde es ejercido por Teresa Villaverde Pais (PP).
| Periodo   | Nombre                                                                                               | Partido    |
| --------- | --- | ---------- |
| 1979-1983 | José Vidal Castelo                                                                                   | PSdeG-PSOE |
| 1983-1987 | José Vidal Castelo                                                                                   | PSdeG-PSOE |
| 1987-1991 | José Vidal Castelo                                                                                   | PSdeG-PSOE |
| 1991-1995 | José Vidal Castelo                                                                                   | PSdeG-PSOE |
| 1995-1999 | José Vidal Castelo                                                                                   | PSdeG-PSOE |
| 1999-2003 | José Vidal Castelo                                                                                   | PSdeG-PSOE |
| 2003-2007 | Santiago Freire Abeijón                                                                              | PP         |
| 2007-2011 | Santiago Freire Abeijón                                                                              | PP         |
| 2011-2015 | Santiago Freire Abeijón (hasta septiembre de 2012) Teresa Villaverde Pais (desde septiembre de 2012) | PP         |
| 2015-2019 | Teresa Villaverde Pais                                                                               | PP         |
| 2019-2023 | Teresa Villaverde Pais                                                                               | PP         |

### Últimos resultados electorales
| Elecciones municipales, 27 de mayo de 2007 |       |         |            |
| Partido                                    | Votos | %       | Concejales |
| PSOE                                       | 561   | 22,04 % | 2          |
| PP                                         | 1.560 | 61,30 % | 8          |
| BNG                                        | 201   | 7,90 %  | 1          |
| IDL                                        | 188   | 7,39 %  | 0          |

- Alcalde electo: Santiago Freire Abeijon (PP).
- Votantes: 2545
- Abstención: 37,97%

| Elecciones municipales, 22 de mayo de 2011 |       |        |            |
| Partido                                    | Votos | %      | Concejales |
| PSOE                                       | 451   | 18,67% | 2          |
| PP                                         | 1.648 | 68,24% | 8          |
| BNG                                        | 238   | 9,86%  | 1          |

- Alcalde electo: Santiago Freire Abeijon (PP).
- Votantes: 2.415
- Abstención: 25,46 %

| Elecciones municipales, 25 de mayo de 2015 |       |          |            |
| Partido                                    | Votos | %        | Concejales |
| PSOE                                       | 512   | 25,46 %  | 3          |
| PP                                         | 1.039 | 51,67% % | 6          |
| BNG                                        | 175   | 8,7 %    | 1          |
| PT                                         | 249   | 12,48 %  | 1          |

- Alcalde electo: Teresa Villaverde Pais (PP).
- Votantes: 2072
- Abstención: 32,99 %

| Elecciones municipales, 26 de mayo de 2019 |       |        |            |
| Partido                                    | Votos | %      | Concejales |
| PSOE                                       | 589   | 29,55% | 3          |
| PP                                         | 1102  | 55,29% | 7          |
| BNG                                        | 206   | 10,34% | 1          |

- Alcalde electo: Teresa Villaverde Pais (PP).
- Votantes: 2.046
- Abstención: 30,83 %

## Economía
El PIB del municipio en el año 2018 fue de 47.220.000 de euros mientras que el PIB per Cápita era de 13.426 euros.
El presupuesto del municipio se ha incrementado a lo largo de los años debido al crecimiento económico que ha experimentado el país entre otros factores. En 1985 el presupuesto del municipio de Lousame fue de 298.504,68 euros. Para 2000 el presupuesto era de 1.366.504,47 euros y en 2009 fue de 3.479.560,00 euros. En 2014 el presupuesto del municipio fue de 2.900.000 euros con una deuda de 2013 de 498.000 euros.
En el año 2000 el número de empresas en el municipio era de 96. En 2013 hay registradas en el municipio 126 empresas, pero ese mismo año cerraron en el municipio 21 empresas y se crearon 14.
El sector primario de Lousame se centra en las aldeas ubicadas a mayor altitud y por lo tanto más lejos de la costa y de los principales núcleos económicos. En 2002 había un total de 216 explotaciones ganaderas de bovino, con un total de 1766 bóvidos. En 2012 las explotaciones ganaderas de bovino era de 109 con 1908 bóvidos.
En lo que se refiere al sector secundario en el año 2002 había un total de 22 actividades industriales, y 47 de construcción, dando un total de 69.
En sector servicios es minoritario en el municipio aunque en expansión.
La renta familiar bruta disponible por habitante en Lousame en el año 1996, era de 4.110,77 euros. La renta aumentó progresivamente hasta el año 2008, cuando era de 10.868,20 euros. En el año 2009 la renta familiar era de 10466,81.
En noviembre de 2007 el número de parados en el municipio era de 173 personas. Con la crisis económica que comenzó en 2008 el número de parados ha aumentado alcanzando su máximo en marzo de 2013 con 365 personas. En diciembre de 2014 el paro en el municipio era de 280 personas. El número de afiliados a la seguridad social en septiembre de 2014 era de 1.071 personas.

### Turismo
Los municipios de la comarca (Lousame, Noia, Outes, Porto do Son y Noya) forman una asociación para fomentar el turismo en la ría de Muros y Noya. 
El municipio carece de núcleo urbano, por lo que las opciones turísticas están limitadas. Existen dos casas de turismo rural y un albergue. La actividad hostelera se ha reducido en los últimos años quedando en la actualidad unos 11 establecimientos (dos en Lousame, uno en Toxosoutos, dos en Vilacova, uno en Fruíme y cinco en Tállara). 
A lo largo del municipio existen diversas rutas de senderismo, algunas preparadas y adaptadas por el ayuntamiento y otras improvisadas por lo vecinos. Las más destacadas son las que discurren por la rivera de los ríos del municipio, donde nos podemos encontrar con los restos de las antiguas fábricas de Papel de Brandia, Fontán y A Galiñeira. El entorno conserva el bosque atlántico original de Galicia. Otras rutas destacadas son las que discurren por los montes del municipio y llevan a los diferentes miradores.
Dos puntos destacados por el gobierno municipal son el entorno del monasterio de Toxosoutos, donde el río forma dos cascadas importantes, y el parque del monte San Mamede, donde se conservan alcornoques centenarios y vistas de la ría de Arosa. Otro elemento destacado por el ayuntamiento son las minas de San Finx y su entorno. La aldea y todos los antiguos edificios de la mina han sido restaurados y en la actualidad reciben visitantes, tanto de forma independiente como en visitas guiadas por el gobierno municipal. Uno de los edificios ha sido restaurado y reconvertido en restaurante. Todavía se conservan las antiguas máquinas de procesado del mineral y las torres y pozos de entrada a la mina.
En el municipio existen varios miradores desde donde se pueden obtener panorámicas tanto de la ría de Muros y Noya como de la ría de Arosa. En el término municipal encontramos dos de los puntos más elevados de la comarca: El Iroite y La Muralla. Desde el Iroite pueden apreciarse ambas rías así como toda la sierra del Barbanza. A lo largo de la ladera del monte hay un camino conocido como el Balcón de Iroite que transcurre por varios kilómetros y finaliza en Nebra. En el año 2019 se construyó en el monte Muralla una pasarela de madera que se suspende sobre el vacío, proporcionando vistas de la ría de Arosa, Santiago, la comarca de Sar y Noya. Otros miradores destacados del municipio son el de Monte Culou, Monte Castelo y San Mamede. 
También es preciso destacar sus 7 iglesias parroquiales, sus cuatro capillas, ocho castros y una gran variedad de cruceiros, lavaderos, fuentes etc.

## Cultura y Deporte

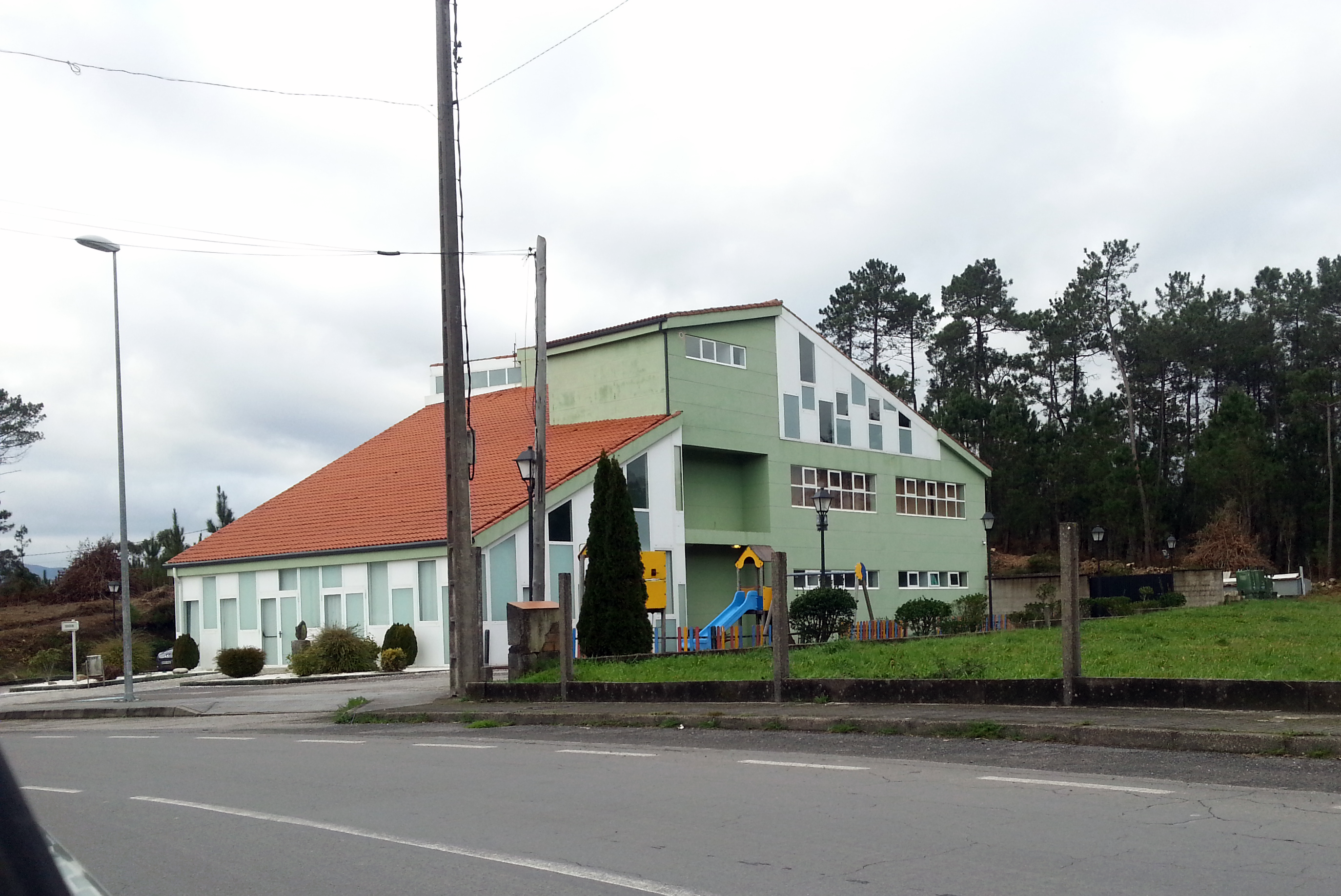
Casa de la cultura de Lousame.

En el municipio existe una casa de la Cultura donde se celebran una serie de actividades como obras de teatro, exposiciones y otras actividades. En la casa de la cultura está la biblioteca municipal y el aula de informática.
El Gobierno municipal organiza todos los años una serie de actividades culturales para el ocio de sus vecinos como campamentos de Verano, Caminatas, Excursiones para la tercera edad o para la juventud y festivales en el polideportivo municipal en Navidad, Carnavales o Magosto. También algunos años en el día de reyes un tren recorre las aldeas repartiendo caramelos.
En el año 2004 se creó el grupo de teatro de Lousame que cuenta actualmente con 16 actores. su primera actuación fue en octubre de 2004 en la casa de la cultura de Lousame con la obra Humor a esgalla. Desde su primera actuación han celebrado todos los años actuaciones, tanto en Lousame como en otros municipios como Rois, Puerto del Son o Ferrol.
En 1994 se inician las clases en la escuela municipal de Música. Luego en 1996 se creará la Banda Municipal de Lousame que hará su primera actuación en día de las letras Gallegas de ese mismo año. La banda recoge la tradición musical de Lousame con bandas como la Tallara activa hasta los años 1960. La banda en sus inicios contaba con 25 músicos, dirigidos por Prudencio Romo, noyés miembro fundador del grupo "Os Tamara". En la actualidad cuenta con 45 músicos. La Banda participa en fiestas y romerías por toda Galicia así como en diversos festivales de música. Durante el verano organiza un encuentro de bandas en homenaje a Prudencio Romo en el campo de San Roquiño.
En enero de 2006 se crea la Asociación Cultural Prudencio Romo, encargada desde ese momento de la organización y gestión de la banda así como de la Escuela de Música, que amplía su plantel de profesores y que abarca todas las especialidades instrumentales de una banda de música. Desde octubre de 2006 la banda está dirigida por Fernando Froján Canle.

### Festividades
- 28 de mayo: fiesta de nuestra señora de A Gorgosa en Camboño.
- 11 de junio : fiesta de San Benito en Vilacoba.
- Del 24 al 28 de junio: fiesta de San Juan en Aldeagrande.
- 29 de junio : fiesta de San Pedro en la aldea de A Eirexa.
- Segundo domingo de julio : fiesta de San Cristóbal en la aldea de Ces.
- 1 de agosto : fiesta de San Finx en Vilacoba.
- Primer domingo de agosto: fiesta de la peregrina en Lesende.
- Agosto: fiesta de Santos Xusto e Pastor en Tojosoutos.
- Segundo sábado y domingo de septiembre : fiestas patronales en Vilacoba, en honra a San Antonio y San Roque.
- Tercer domingo de septiembre: fiesta de A nosa señora das cabezas en la aldea de Fruíme.
- Último domingo de septiembre y los cinco días siguientes: fiesta de San Roquiño en las aldeas de San Roquiño y Sanguñial.
- 2 de octubre: fiesta de San José en Camboño.
- 11 de noviembre: fiesta de San Martiño en Lesende y en la aldea de Fruíme.

### Deporte

Escudo del Lesende FC.

En el municipio existen diversas instalaciones deportivas como el polideportivo municipal Pilar Barreiro Senra, construidos en 1999. En el polideportivo también está el gimnasio municipal, que es el único del municipio. Además existen múltiples pistas polideportivas en O Confurco, Escabia, Sanguiñal, Camboño, Lesende, Vilacoba y Tojosoutos.
La piscina municipal, construida a la vez que el polideportivo en 1999, abre en verano desde julio hasta septiembre. No está cubierta y cuenta con vestuarios.
Existen tres campos de fútbol: 

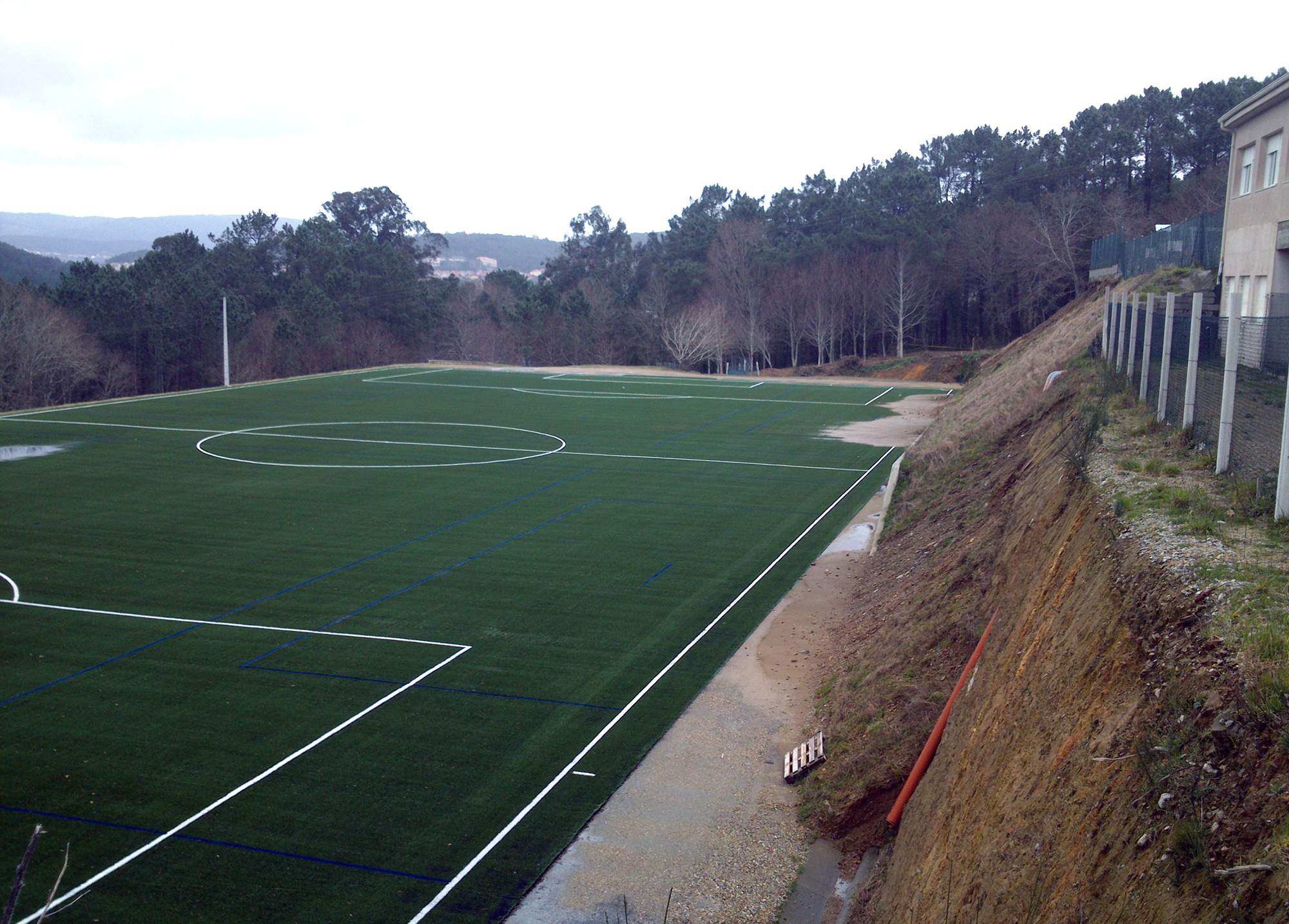
Campo de Fútbol del Cruido en Silva

- El de Tallara, que está en estado de abandono y no existe ningún tipo de mantenimiento.
- El del Cruído, el cual, debido a su estado, se construyó otro más preparado en la aldea de La Silva en 2012, a poca distancia del antiguo.
- Campo de fútbol  de Cabanetán, el campo del Lesende CF, que es el equipo de fútbol más importante del municipio. El campo de Cabanetán es de reciente construcción y está bien equipado.

En el municipio existen deportistas destacados como Pilar Barreiro Senra, la cual dio nombre al polideportivo municipal o José Luis Pan Sobradelo, que consiguió la medalla de oro en Natación de Minusválidos en diversas ocasiones. También es destacado Luis Carballido Eiras, Profesor Técnico de Automoción en el Instituto de Formación Profesional de Verín (Orense), y corredor de Rallyes.
En gobierno municipal organiza frecuentemente caminatas a las que se apuntan muchos de los vecinos del municipio. También, cada año se organiza en la región el Rally de Noya, el cual suele tener varios de sus tramos en el municipio.

## Patrimonio

### Restos Arqueológicos

#### Mámoas
En el municipio solo se conservan completamente las mámoas de Casamea, que están situadas en la parroquia de Camboño.
Existen referencias de la existencia de mámoas en Lesende, pero no son localizadas o posiblemente desaparecieron. También existen referencias de 1888 de la existencia una mámoa en Cerquides, pero se desconoce si aún existen.
Las mámoas de Pedra Cana, estaban en la parroquia de Camboño, en la ladera del monte Iroite pero fueron destruidas, en parte, al construir la carretera que subía desde Moimenta a este monte. Su diámetro era de cerca de 20 metros. Cerca de esta podría existir otra, pero en tan mal estado que no se puede afirmar con seguridad.
La mámoa de Arxellas está a unos 500 metros de la aldea del mismo nombre, no se conoce exactamente su dimensión, porque está cortada por una carretera.

#### Petroglifos

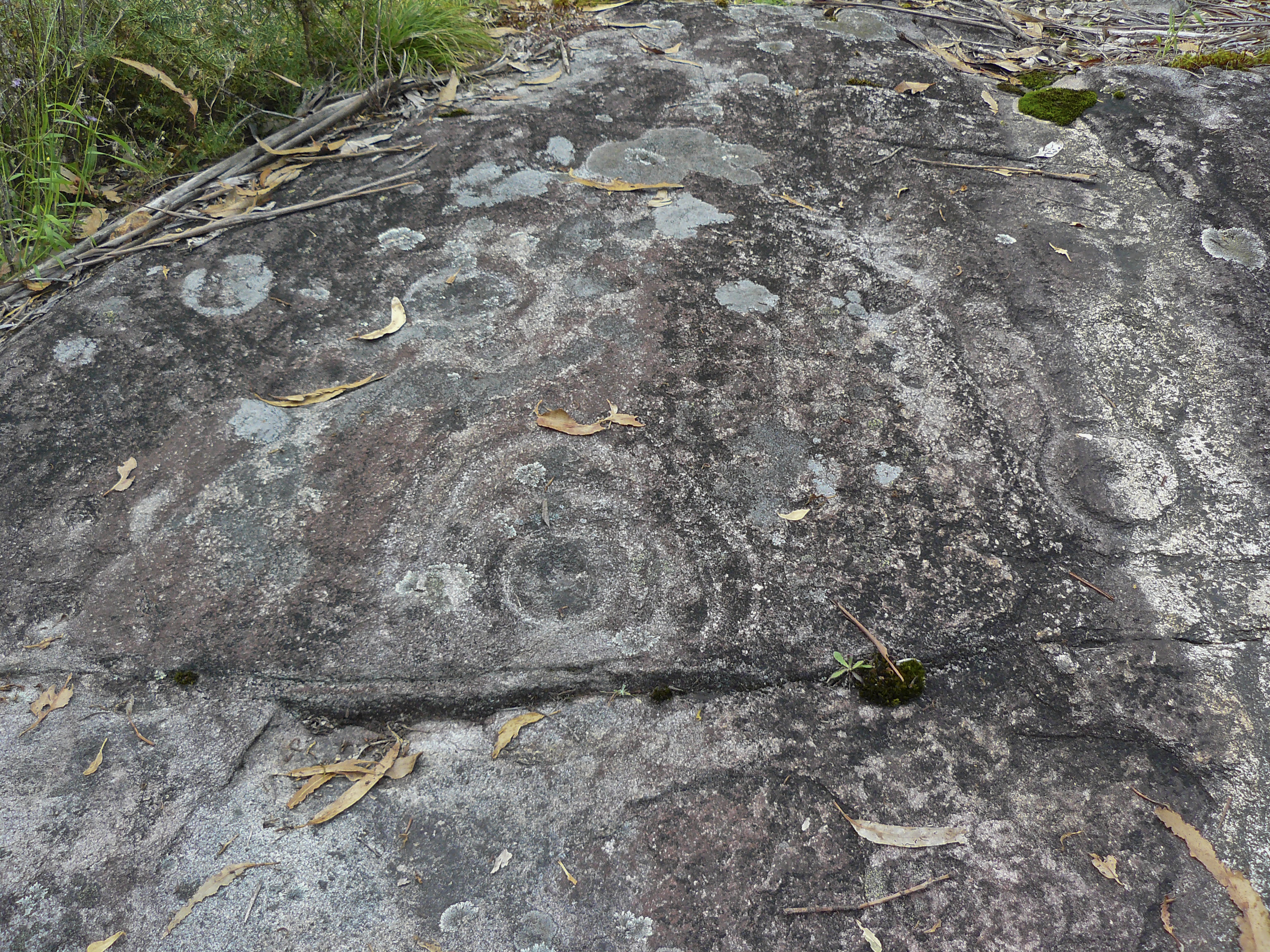
Petroglifos de Lesende.

En el municipio de Lousame se encuentran los petroglifos de Agro da Costa, en la parroquia de Lesende.  Son dibujos lineales sobre una roca de granito, con elementos geométricos, en los que se aprecian cazuelas y figuras circulares. No se puede datar con exactitud.

#### Castros
En Lousame se pueden distinguir varios castros' integrados en fincas o montes, casi siempre cubiertos por la vegetación. El castro de Comparada es el mejor conservado. 

### Arquitectura Religiosa

#### Iglesias parroquiales
- La iglesia de San Xusto de Tojosoutos son los restos de lo que en su día fue el monasterio de Tojosoutos fundado en el 1132. Fue construida en honor a san Justo.

- La iglesia de San Martiño de Lesende fue fundada en el siglo XVII en honor a san Martín de Tours.

- La iglesia de San Juan de Lousame fue construida en honor a san Juan Bautista. La iglesia estaba emplazada originalmente cerca de Aldeagrande, hasta que a principios del siglo XX fue trasladada a la aldea de Seoane.

- La iglesia de Santa Eulalia de Vilacoba está dedicada Santa Eulalia.

- La iglesia de San Juan de Camboño está dedicada a san Juan Bautista.

- La iglesia de San Martiño de Fruíme fue construida en honor a san Martin de Tours, según un documento de 1162. La fachada adornada con una imagen del patrón, está acabada con un campanario central de dos cuerpos, para dos campanas y una campana respectivamente. En el mismo emplazamiento hubo un templo de estilo románico, el cual ha sufrido varias remodelaciones hasta que fue reconstruida en el 1867.

- La iglesia de San Pedro de Tállara fue Construida en honor a san Pedro. El topónimo Tállara es el que más ha cambiado en el municipio. Ya hay menciones de esta parroquia ya en el año 1154, donde se menciona como San Petri de Taliar. La puerta principal es el único elemento importante que se conserva de la antigua construcción románica, de arco de medio punto con molduras. Cuenta con una nave rectangular, con el presbiterio cubierto con bóveda de arista, más alto y voluminoso que el resto de la contrcción, al lado de la sancristía. En la torre del campanario, para cuatro campanas, hay una imagen del patrón.

Iglesias Parroquiales
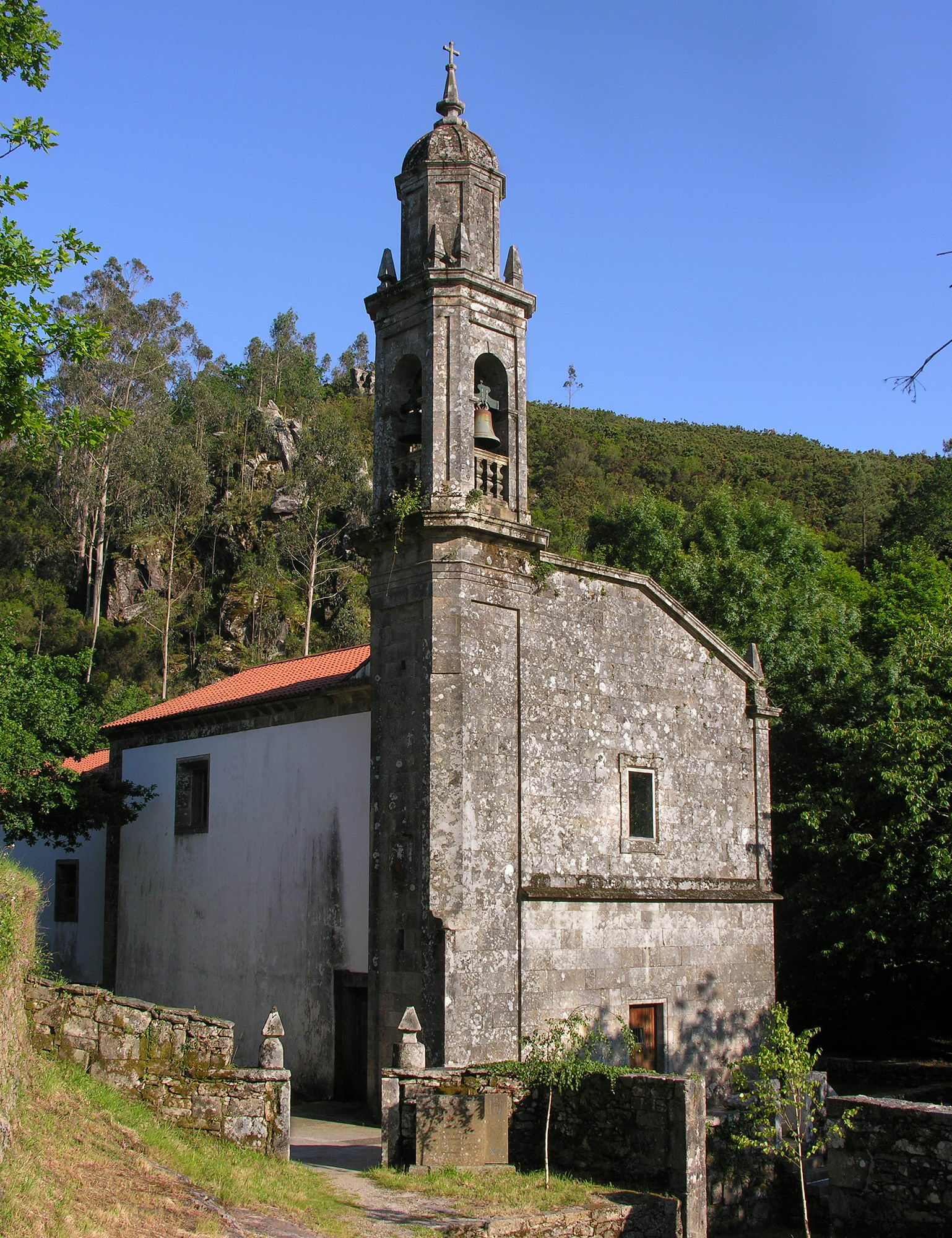
Iglesia San de Xusto de Toxosoutos
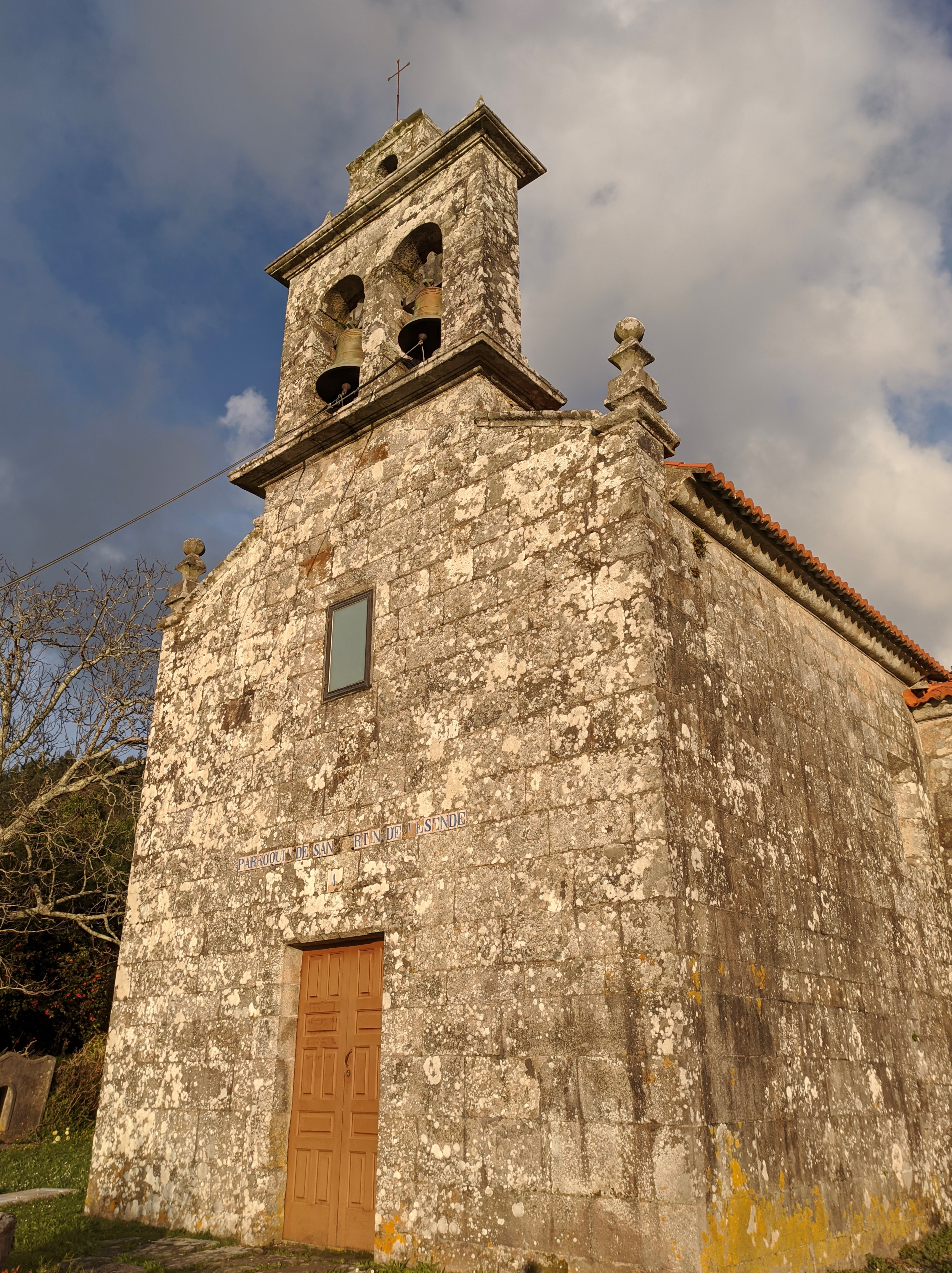
Iglesia de San Martiño de Lesende
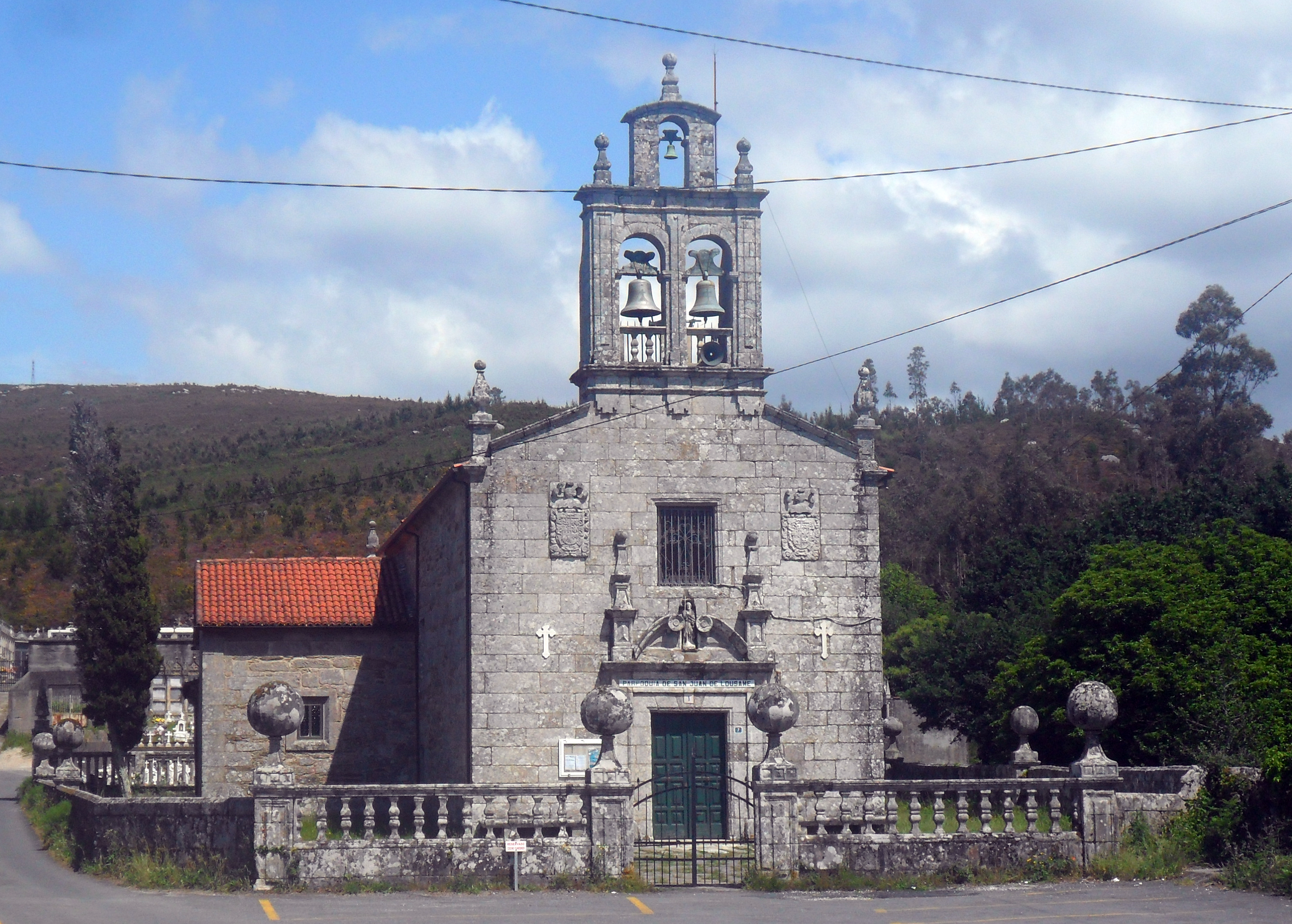
Iglesia de San Juán de Lousame
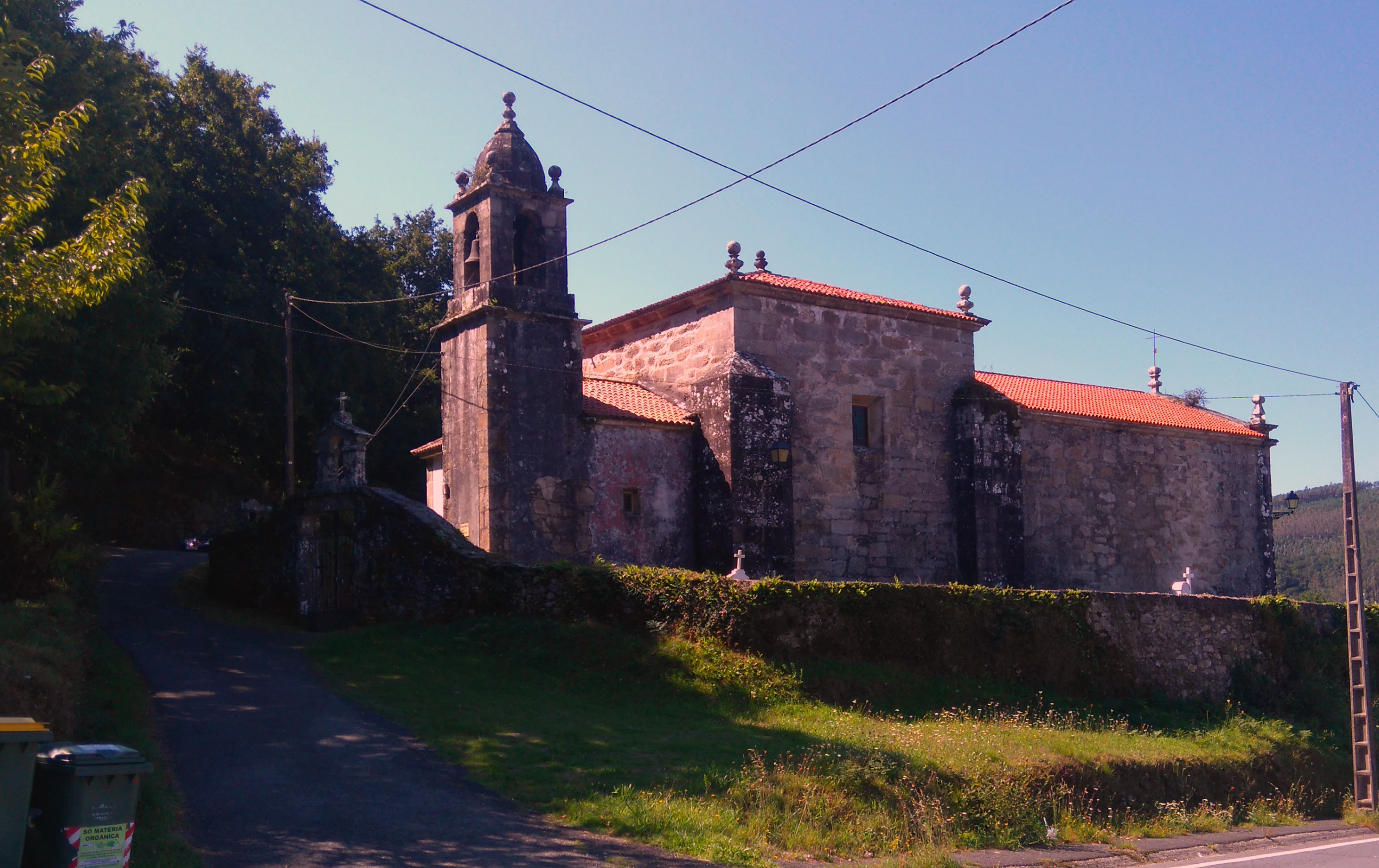
Iglesia de Santa Eulalia de Vilacova
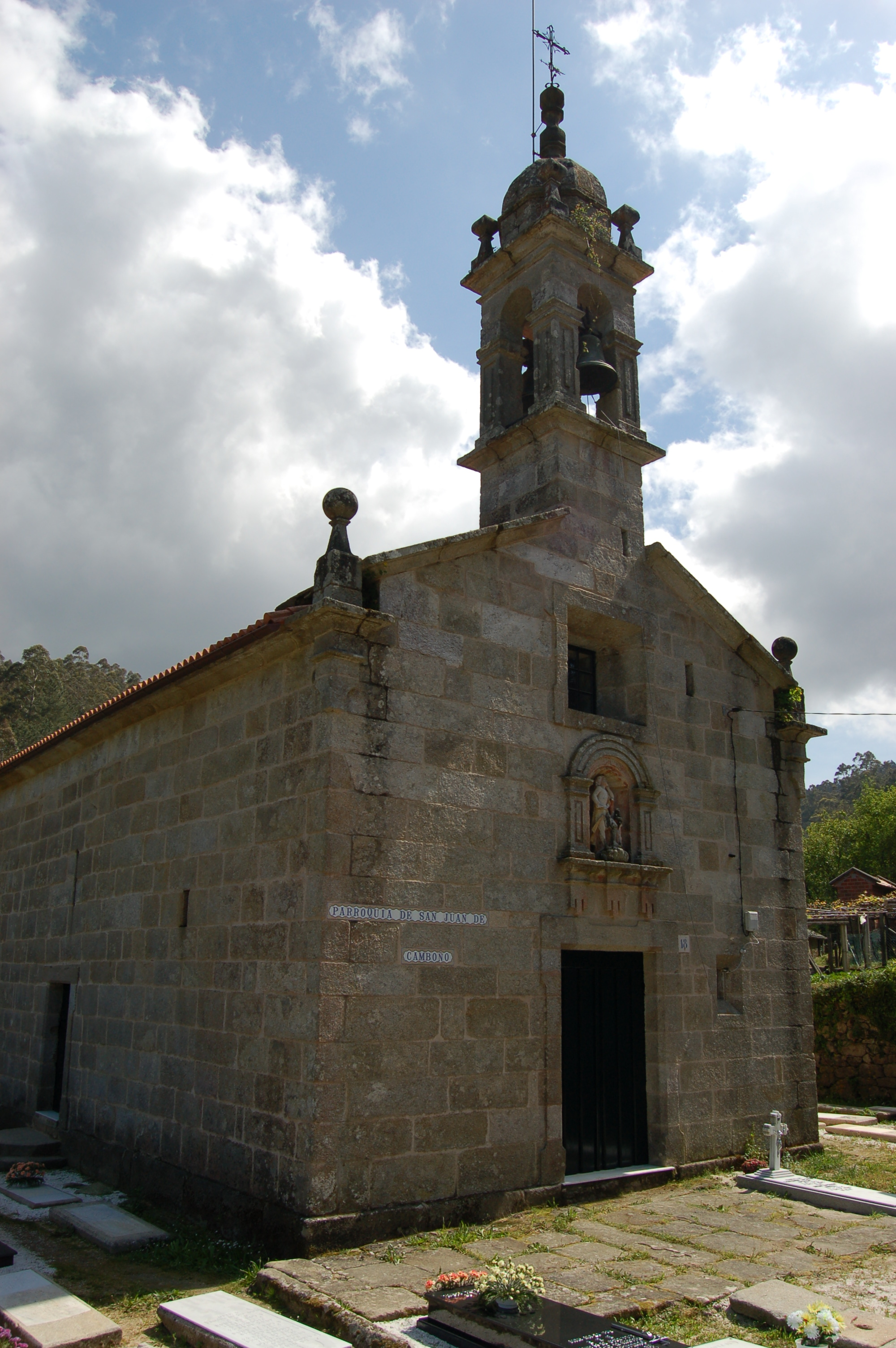
Iglesia de San Juán de Camboño
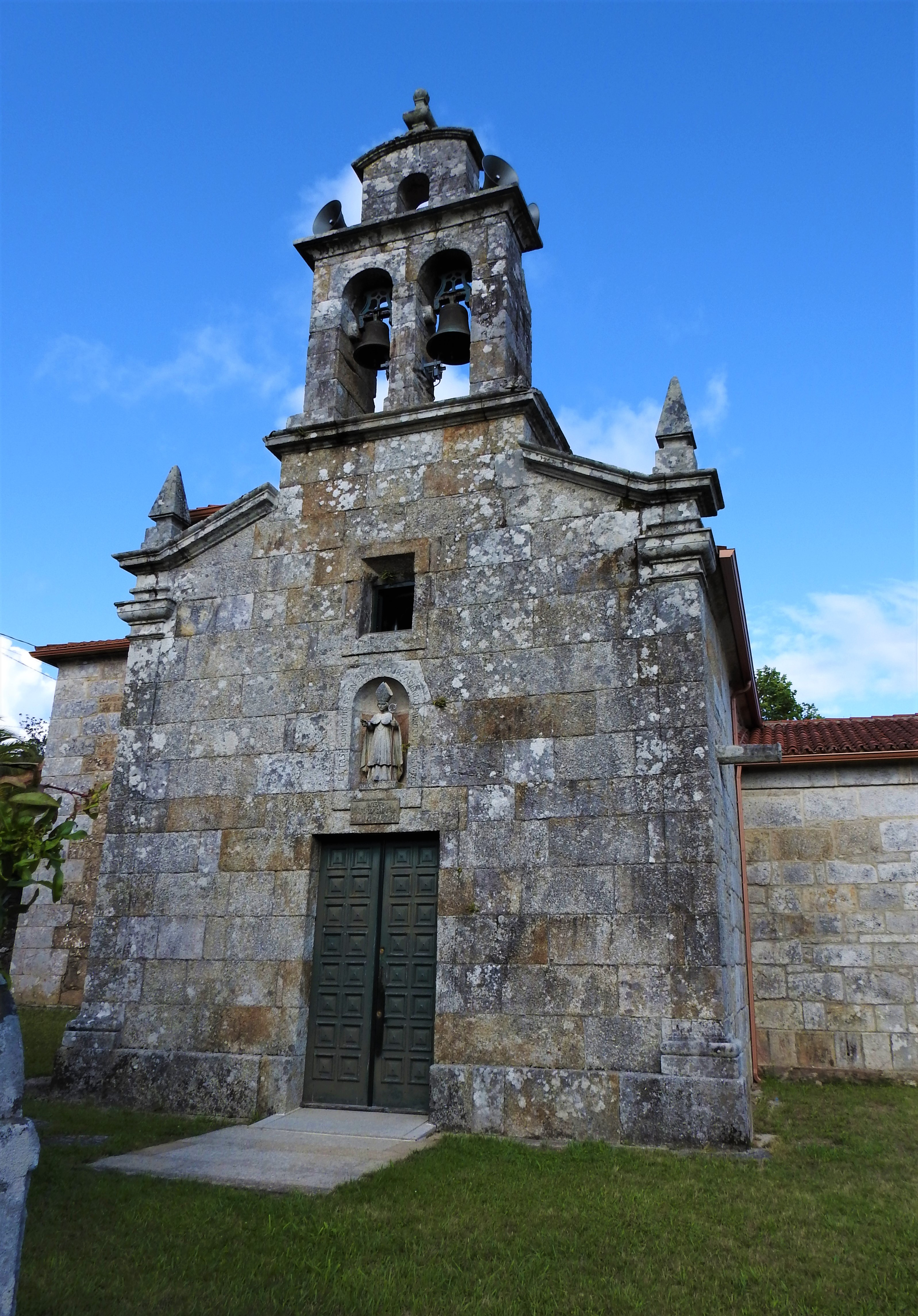
Iglesia de San Martiño de Fruíme
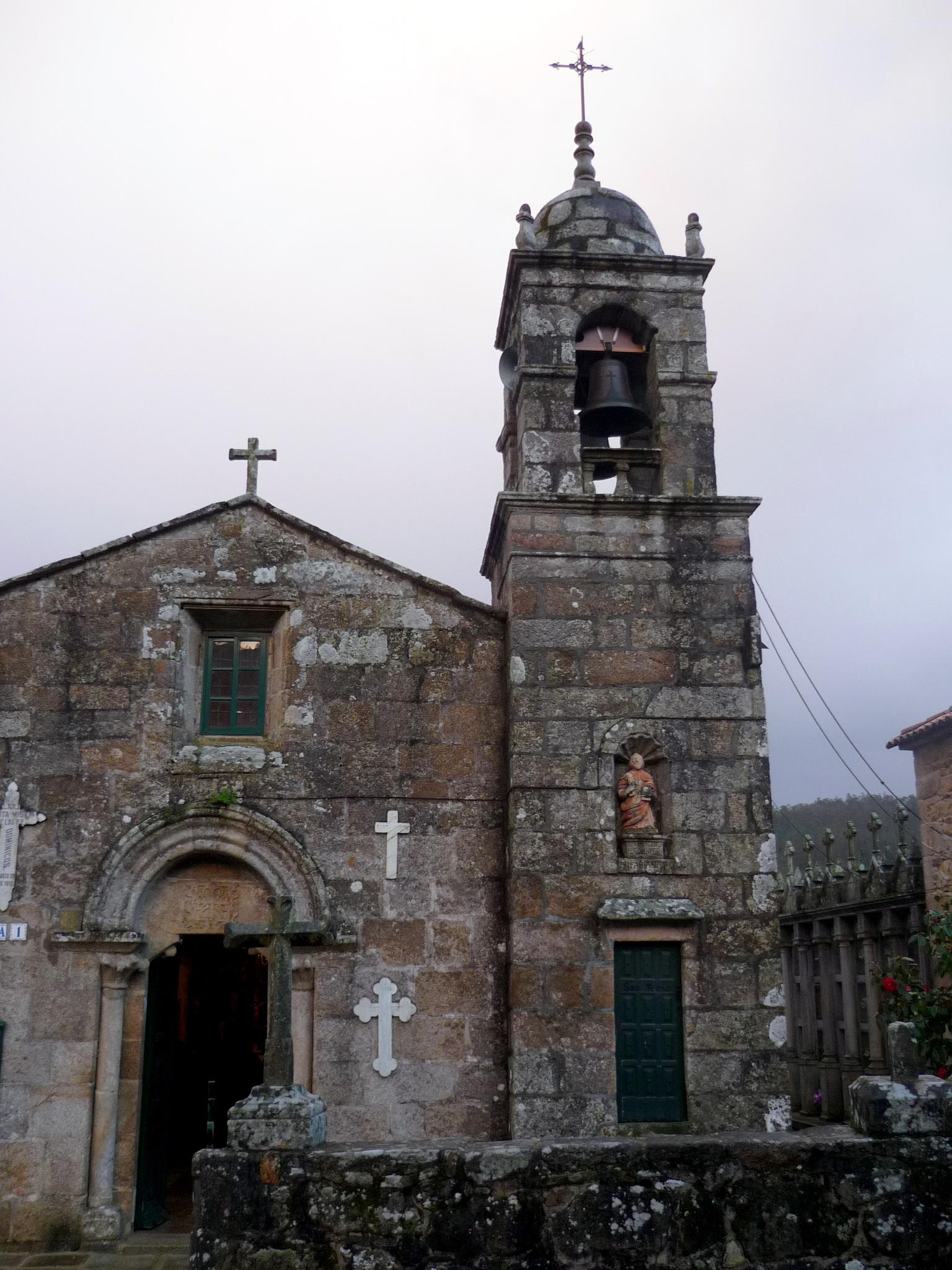
Iglesia de San Pedro de Tállara

#### Capillas
- La capilla de Santa Mariña da Gorgosa está en la parroquia de Camboño. Es una pequeña capilla restaurada. La fachada tiene una puerta, una ventana y está rematada por un triángulo. Dispone de campanario. En su interior se guarda una pintura de 1796 en la que se explica el milagro que dio origen a la devoción a Santa Mariña de A Gorgosa. Ya existía como mínimo en el 1607.

- La Capilla de San Cristoval de Ces está en la aldea de Ces y pertenece a la parroquia de Lousame. Es de planta rectangular alta, con un pórtico para proteger la entrada, sancristía y una sola campana. En la puerta consta que fue construida o, lo más seguro, restaurada en 1818,

- La Capilla de San Lorenzo y San Amede de O Confurco está situada en el Monte de San Amede, entre Carballos centenarios, de los pocos de este tipo que aún se conservan en la comarca. En la entrada figura el año 1746. Es grande de planta rectangular con sacristía y pórtico. Su festividad es el día 10 de agosto y 17 que coincide con San Mamede, santo casi olvidado actualmente, al contrario que en el pasado.

- La Capilla de San Roquiño es una capilla grande, de planta rectangular, con sacristía y pórtico. No se conoce el año de su fundación pero se cree que debe ser anterior al siglo XVIII. Fue restaurada en 1991.

Capillas de Lousame
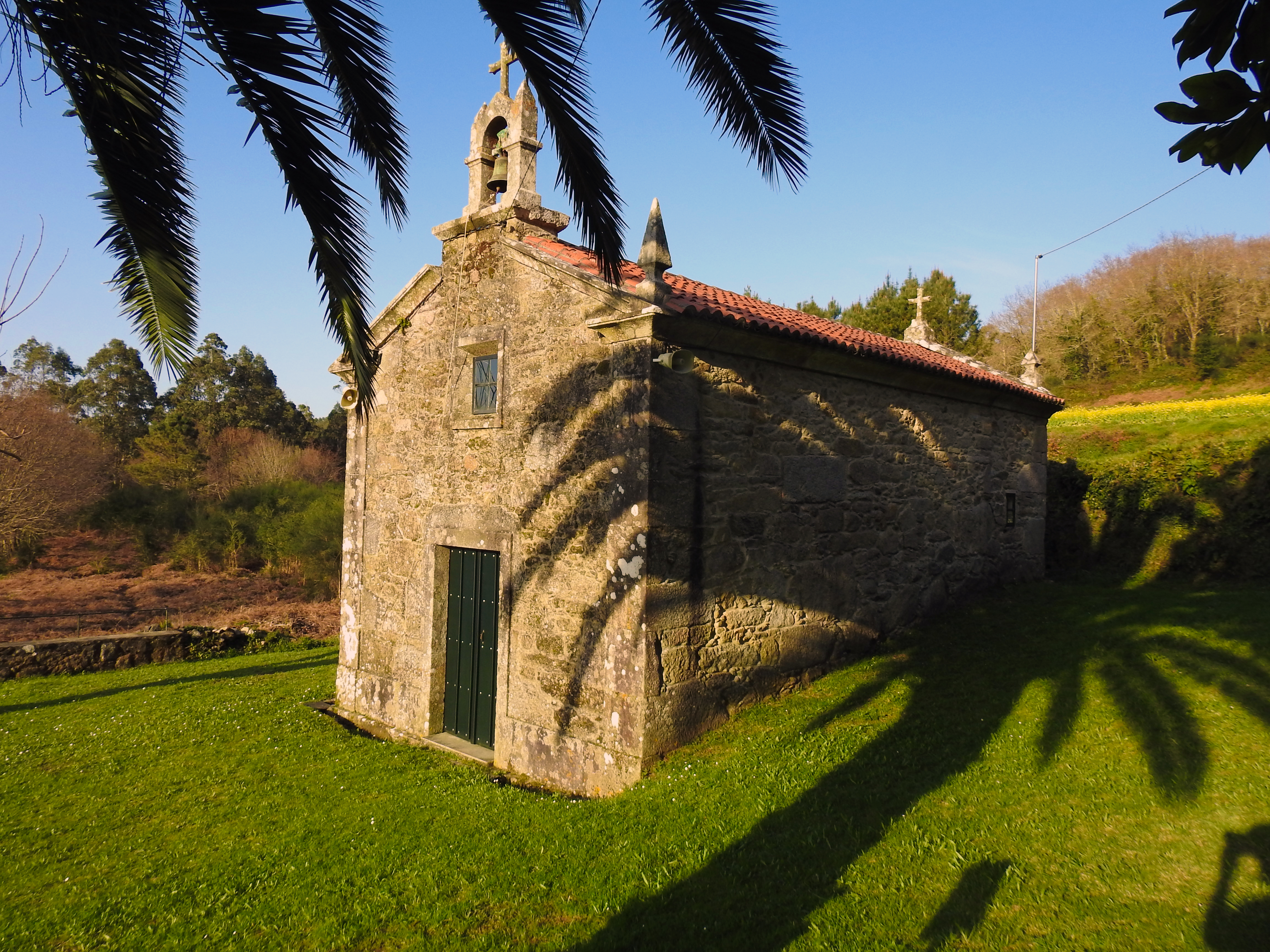
Capilla de Santa Mariña da Gorgosa en Nabal
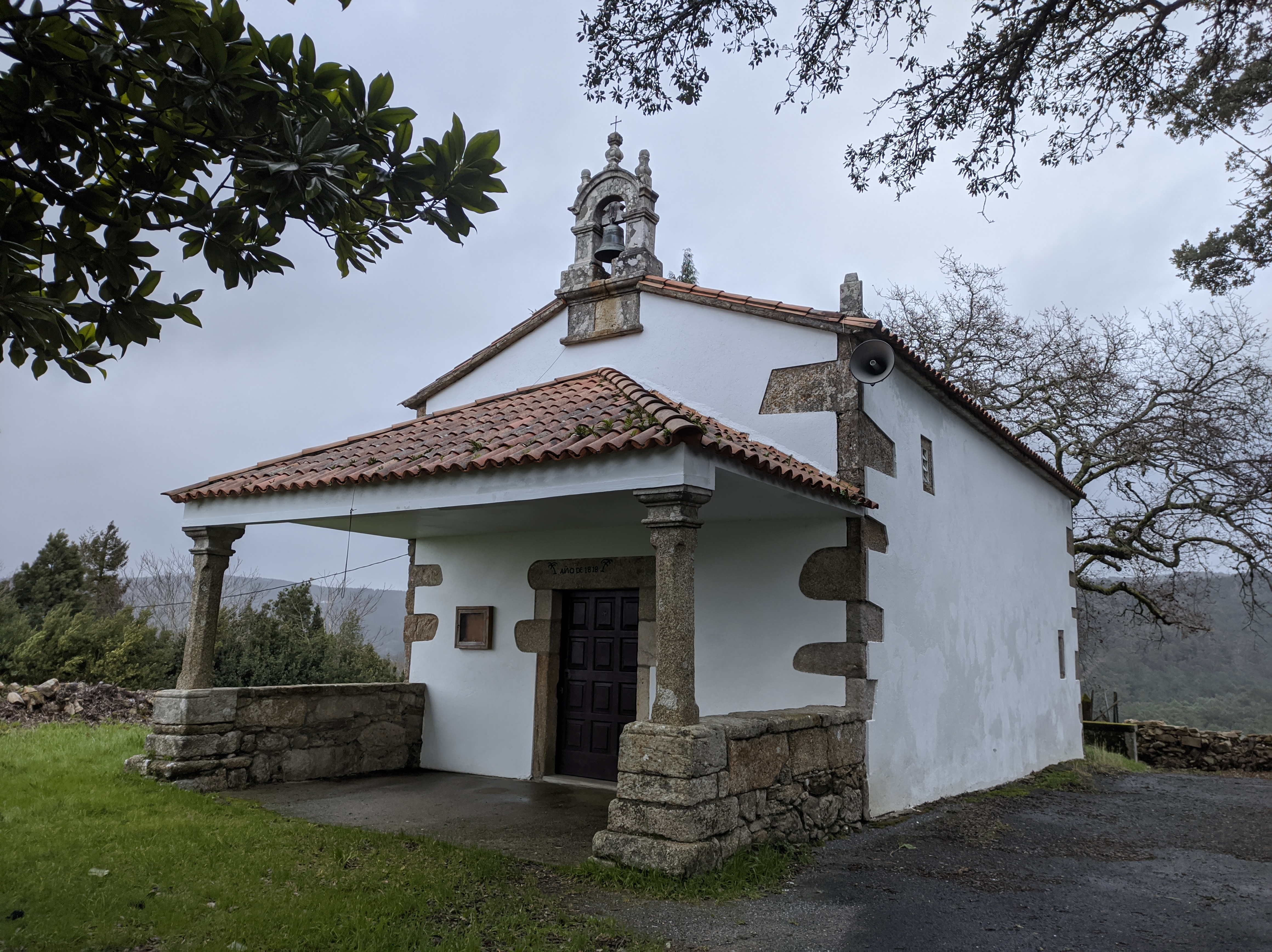
Capilla de San Cristoval en Ces
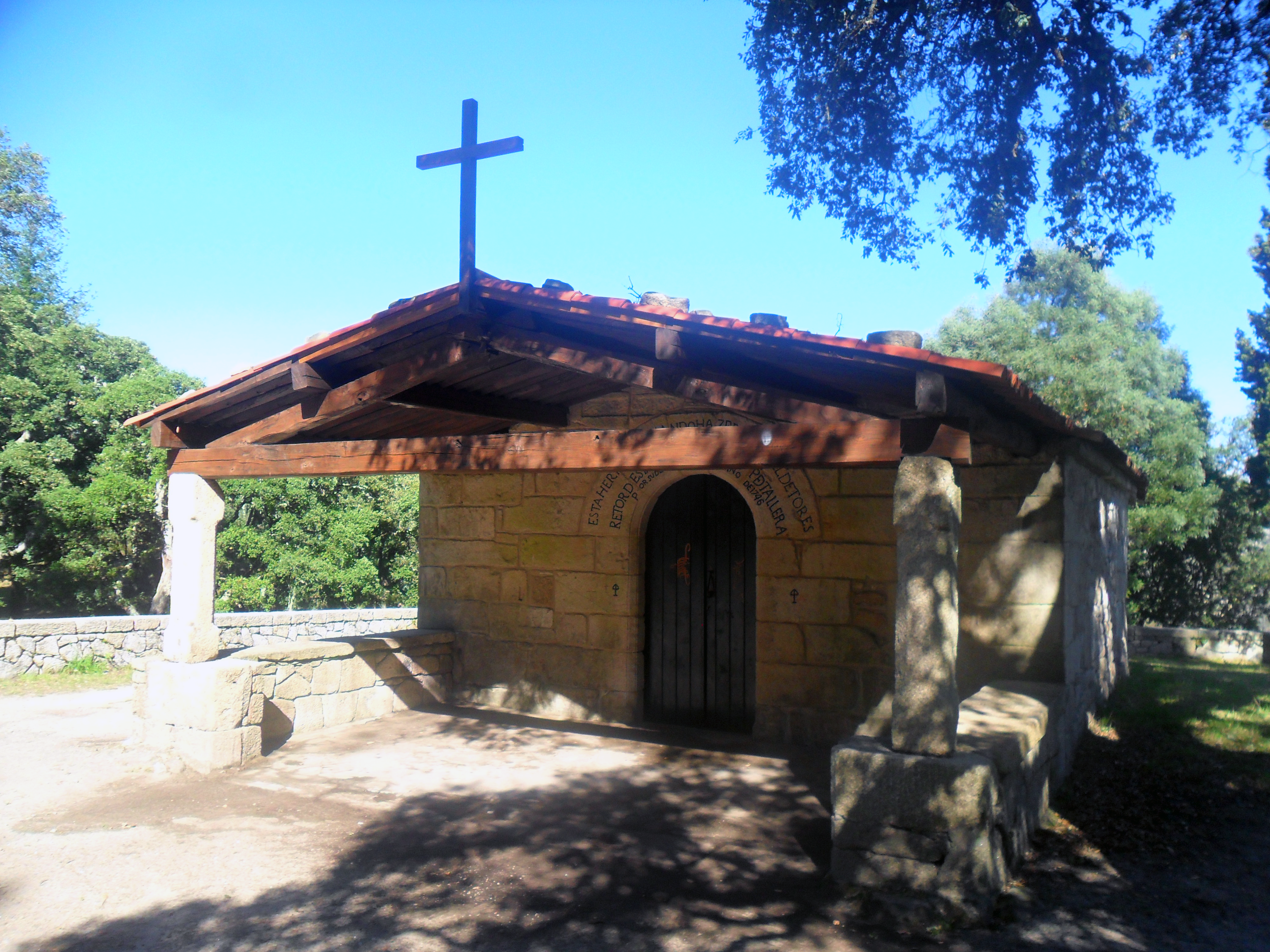
Capilla de San Mamede
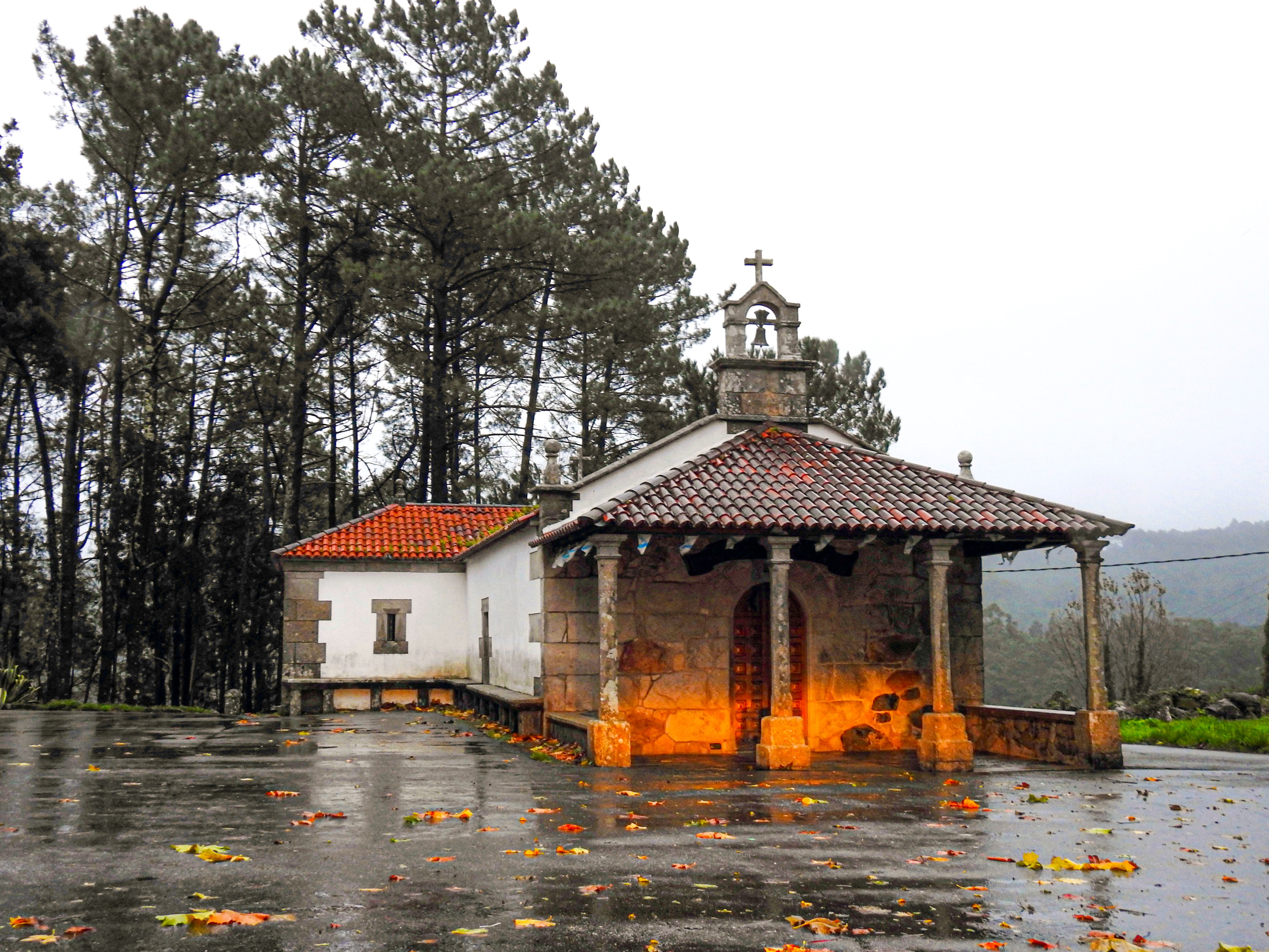
Capilla de San Roquiño